# Camerimage

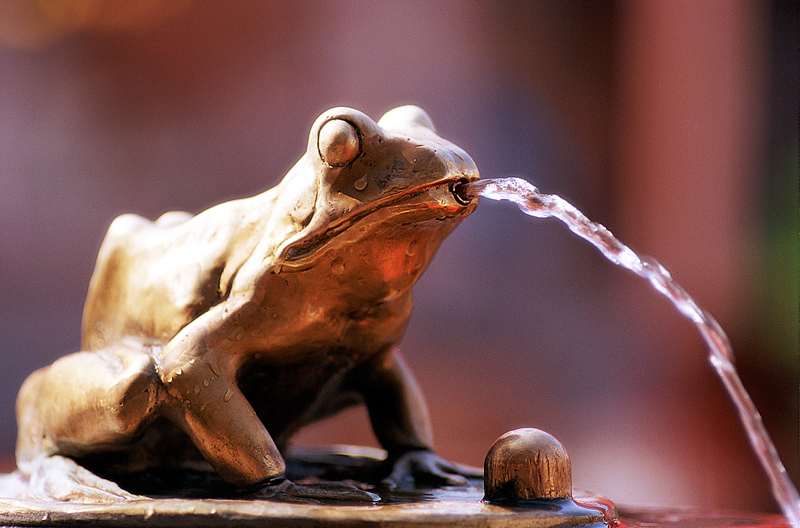
Jedna z toruńskich żabek

Międzynarodowy Festiwal Sztuki Autorów Zdjęć Filmowych Camerimage – jeden z największych na świecie festiwali filmowych poświęcony sztuce operatorów filmowych. Trzy polskie miasta były gospodarzami tego wydarzenia – Toruń (1993–1999), Łódź (2000–2009), Bydgoszcz (2010–2018) i ponownie Toruń (od 2019). Podczas Camerimage odbywają się spotkania z operatorami filmowymi, projekcje filmowe, a także warsztaty i seminaria prowadzone przez wybitnych operatorów i reżyserów. Od początku organizacją festiwalu zajmuje się Fundacja Tumult z siedzibą w Toruniu. Twórcą i dyrektorem festiwalu jest Marek Żydowicz.
Głównymi nagrodami przyznawanymi na festiwalu są Złota, Srebrna i Brązowa Żaba – przyznawane operatorom w konkursie filmów fabularnych (tzw. konkurs główny).

## Nazwa
Początkowo festiwal występował pod nazwą „Camerimage”. W latach 2007–2013 brzmiała ona, od nazwy głównego sponsora, „Plus Camerimage”. W latach 2014–2017 festiwal powrócił do oryginalnej nazwy „Camerimage" a od 2018 nosi nazwę „EnergaCamerimage”.

## Historia

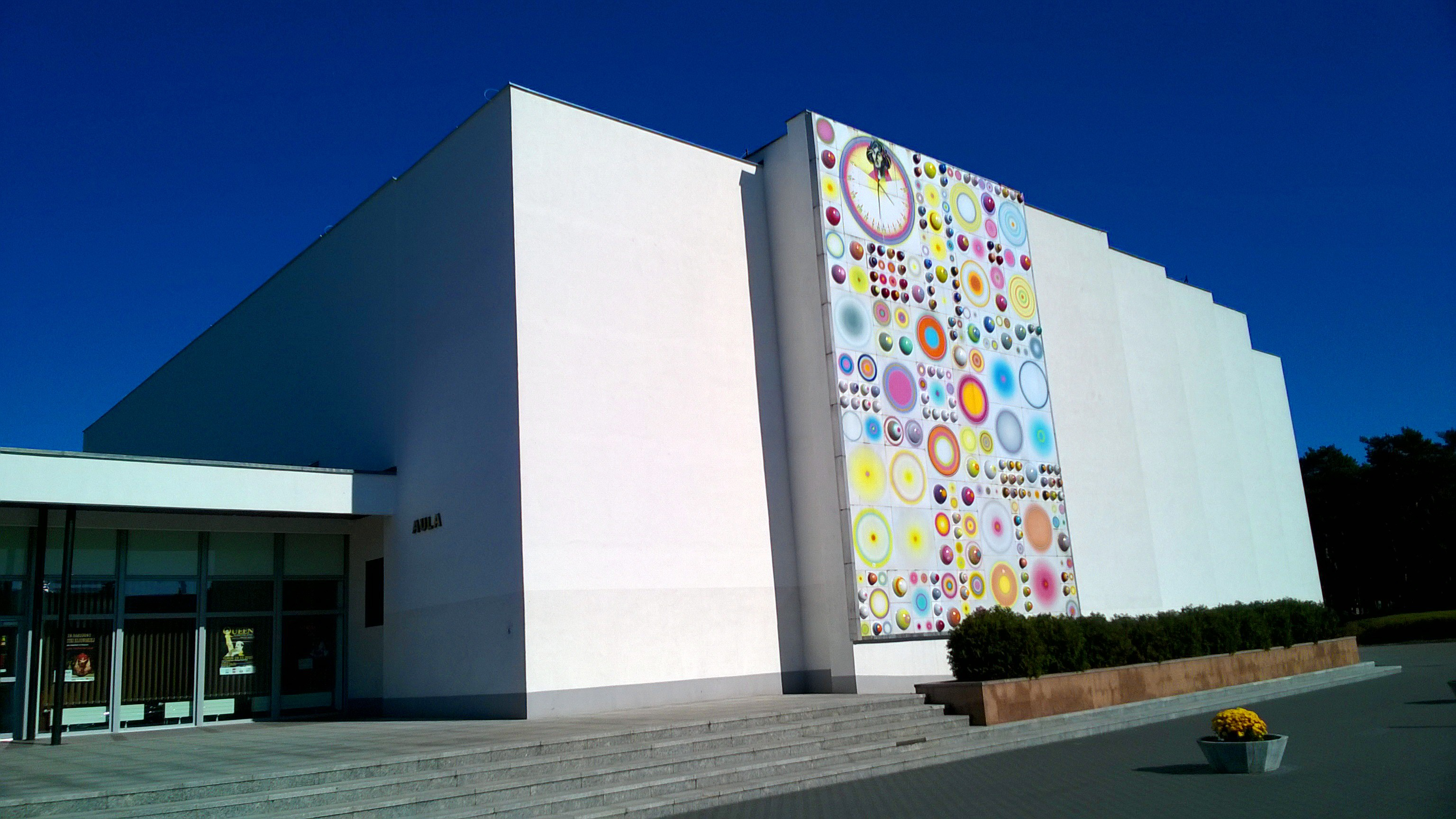
Aula Uniwersytecka w Toruniu, w której odbyło się 7 pierwszych edycji festiwalu

### Camerimage w Toruniu (1993–1999)
Pomysł narodził się w Toruniu. Tutaj też odbyło się siedem pierwszych jego edycji – od 1993 do 1999. Toruń użyczył festiwalowi też „żabki” (ze swojej legendy o flisaku) – do głównej nagrody nazwanej Złota Żaba. W 2000 w związku z problemami lokalowymi i logistycznymi, oraz na skutek konfliktu z Urzędem Miasta Torunia wokół planów budowy nowego centrum festiwalowego, Camerimage został przeniesiony do Łodzi.

### Camerimage w Łodzi

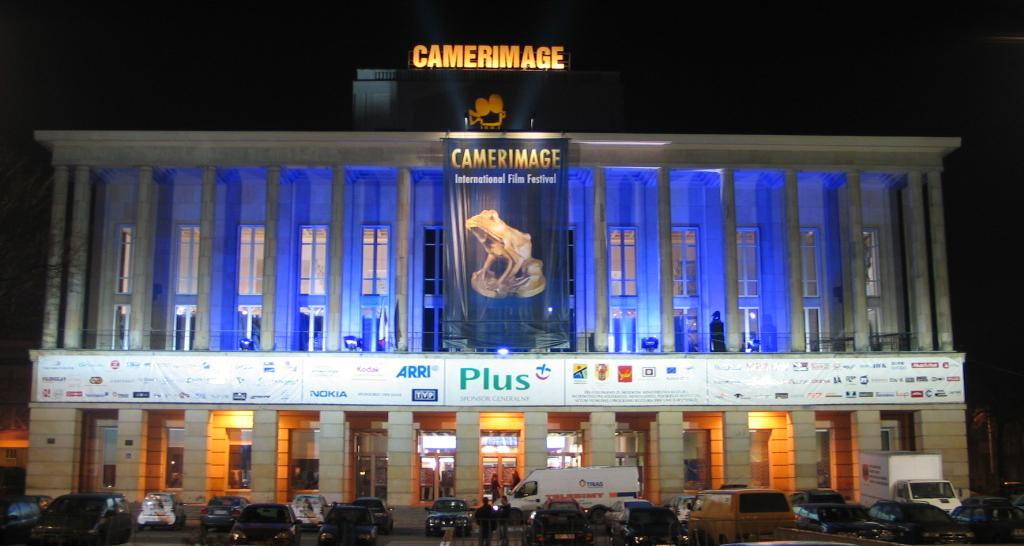
Camerimage 2006, Łódź

Od 2000, przez kolejne dziesięć edycji, festiwal odbywał się w Łodzi. Miejscem głównych wydarzeń festiwalu był Teatr Wielki. Dodatkowo odbywały się pokazy filmów w wybranych łódzkich kinach. W godzinach nocnych działał klub festiwalowy organizowany w Hotelu Centrum.
22 października 2009, Fundacja Tumult została uhonorowana certyfikatem Polskiej Organizacji Turystycznej „Turystyczny produkt roku 2009” (w województwie łódzkim) za festiwal Plus Camerimage.
W styczniu 2006 David Lynch, Marek Żydowicz i Andrzej Walczak (współwłaściciel Grupy Atlas), założyli Fundację Sztuki Świata, która na terenie łódzkiej zabytkowej elektrowni EC1 miała stworzyć centrum sztuki. W tym samym roku fundacja ta kupiła od miasta część tej nieruchomości (EC1 Wschód) za niecałe 4 tys. zł, czyli 0,1 proc. jej wartości. Według zawartej umowy gmina miała sfinansować remont elektrowni (z budżetu miasta i unijnych funduszy), a fundacja ją wyposażyć. Po pewnym czasie wytworzył się konflikt między trzema wymienionymi wyżej założycielami Fundacji Sztuki Świata. Fundacja poinformowała miasto, że nie ma pieniędzy na wyposażenie EC1. Łódzcy radni nie wyrazili zgody na sfinansowanie z publicznych funduszy zarówno remontu jak i urządzenia EC1. Sprawa trafiła do sądu rejonowego, który w grudniu 2011 przyznał rację magistratowi i zobowiązał fundację do zwrotu nieruchomości miastu. 25 lipca 2012 sąd drugiej instancji oddalił apelację fundacji i utrzymał w mocy wcześniejszy wyrok.
Miasto miało współfinansować również budowę centrum kongresowo-festiwalowego Camerimage Łódź Center według projektu Franka Gehry’ego. Właścicielem miała być spółka o tej samej nazwie, w której większościowe udziały miała Fundacja Sztuki Świata. Centrum miało powstać na terenie Nowego Centrum Łodzi. Tam też miało zostać zbudowane studio filmowe Davida Lyncha. W styczniu 2010 łódzcy radni nie wyrazili zgody na sfinansowanie z budżetu miasta budowy Camerimage Łódź Center – żądając zapewnienia współfinansowania z innych niż miejskie funduszy.
Wybuchła afera, David Lynch zwrócił się do premiera RP Donalda Tuska, który jednak bronił nowej prezydent miasta Łodzi. W sprawie zabrał głos też były prezydent RP Lech Wałęsa, który wysłał list do rady i władz miasta, apelując, by ci „nie niszczyli tak wspaniałej inicjatywy społecznej” i aby „dali szansę polskiej kulturze”.
W marcu 2010 organizatorzy Camerimage ogłosili swoją decyzję o przeniesieniu festiwalu z Łodzi. 18 czerwca 2010 Marek Żydowicz jednostronnie zerwał umowę z Łodzią na tegoroczną organizację festiwalu, a spółka Camerimage Łódź Center została wykreślona z KRS w lipcu 2019.

### Camerimage w Bydgoszczy

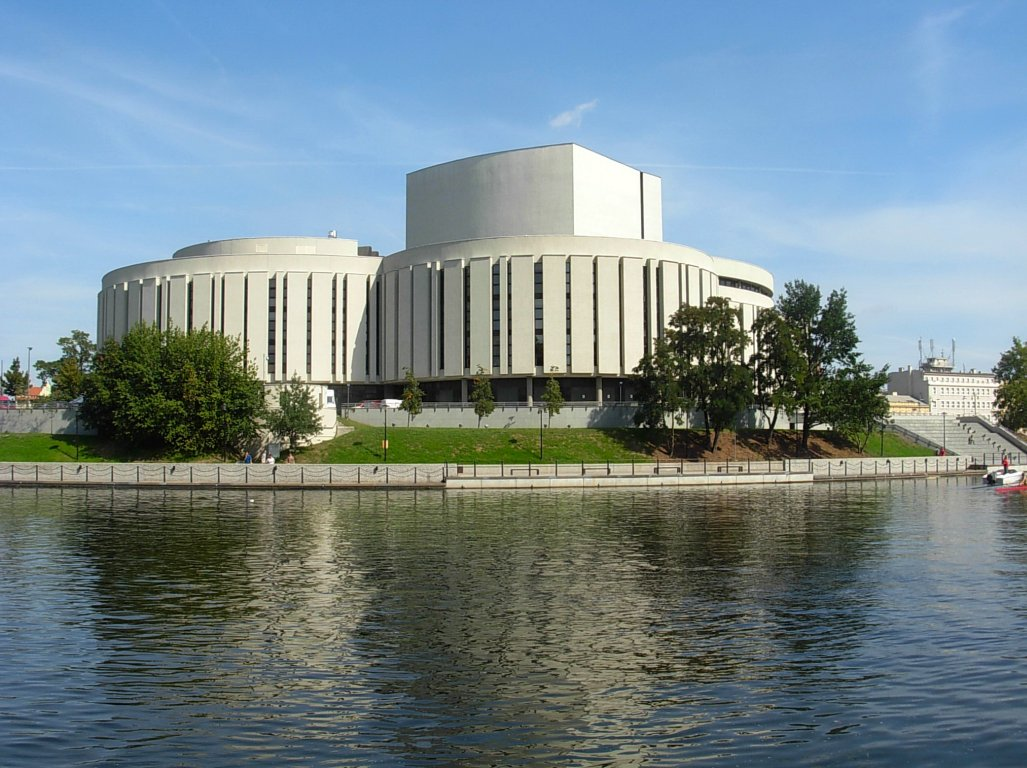
Opera Nova – Centrum Festiwalowe, Bydgoszcz

W 2010 Camerimage odbył się w Bydgoszczy, w kompleksie budynków teatru muzycznego Opera Nova. W maju 2012 Fundacja podpisała umowę z miastem, z której wynikało, że festiwal miał odbywać się w Bydgoszczy do 2014.
Na XX edycji festiwalu pojawili się tacy specjalni goście jak Keanu Reeves (z jego filmem Side by side), David Lynch (Złota Żaba za całokształt twórczości dla reżysera), Alan Parker (jako przewodniczący jury etiud studenckich) oraz Joel Schumacher (jako przewodniczący jury konkursu głównego).
17 listopada 2018, na zakończenie 26. edycji festiwalu, Marek Żydowicz poinformował, że była to ostatnia edycja zorganizowana w tym mieście.

### Camerimage w Toruniu

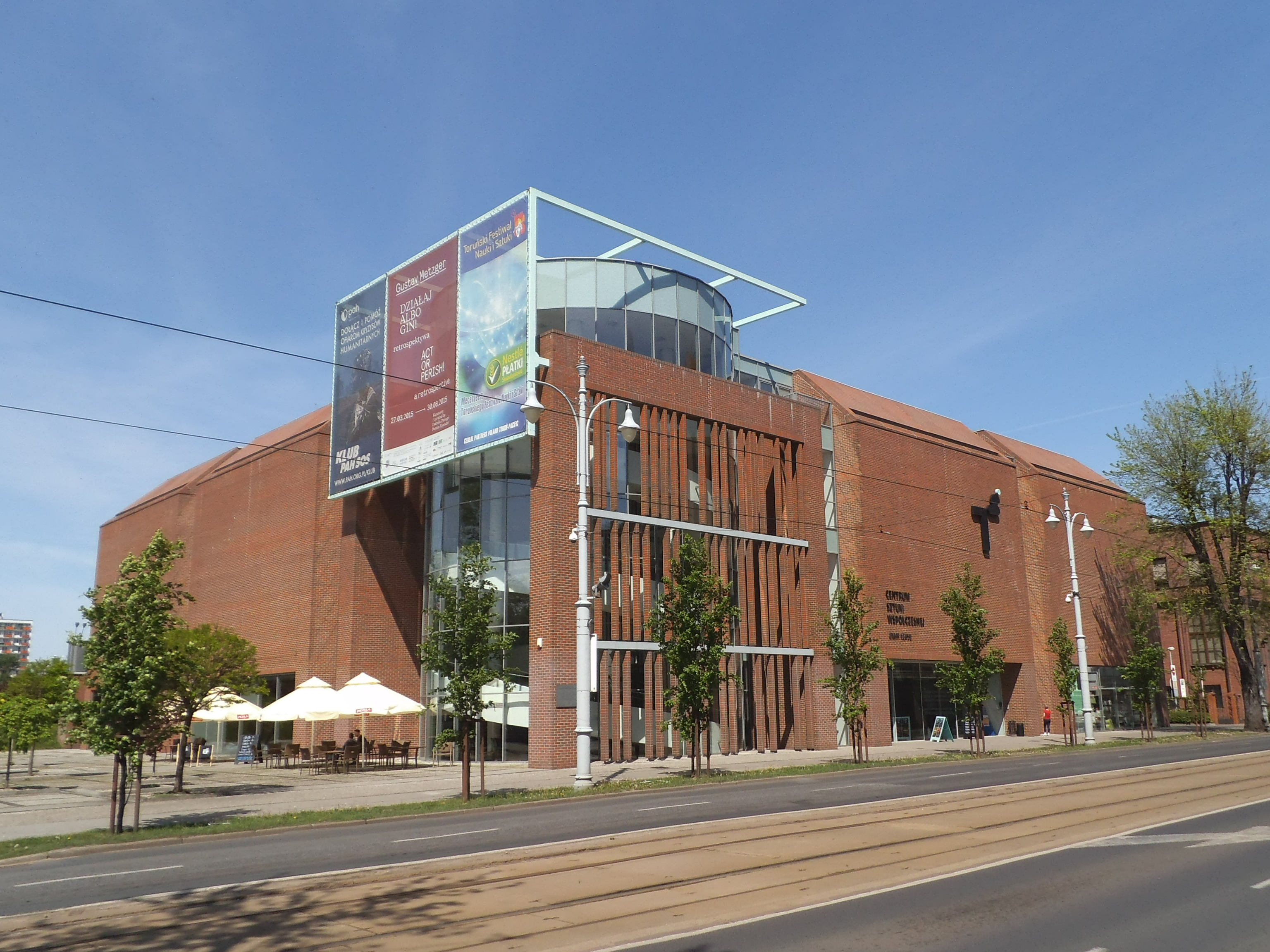
Centrum Sztuki Współczesnej Znaki Czasu w Toruniu

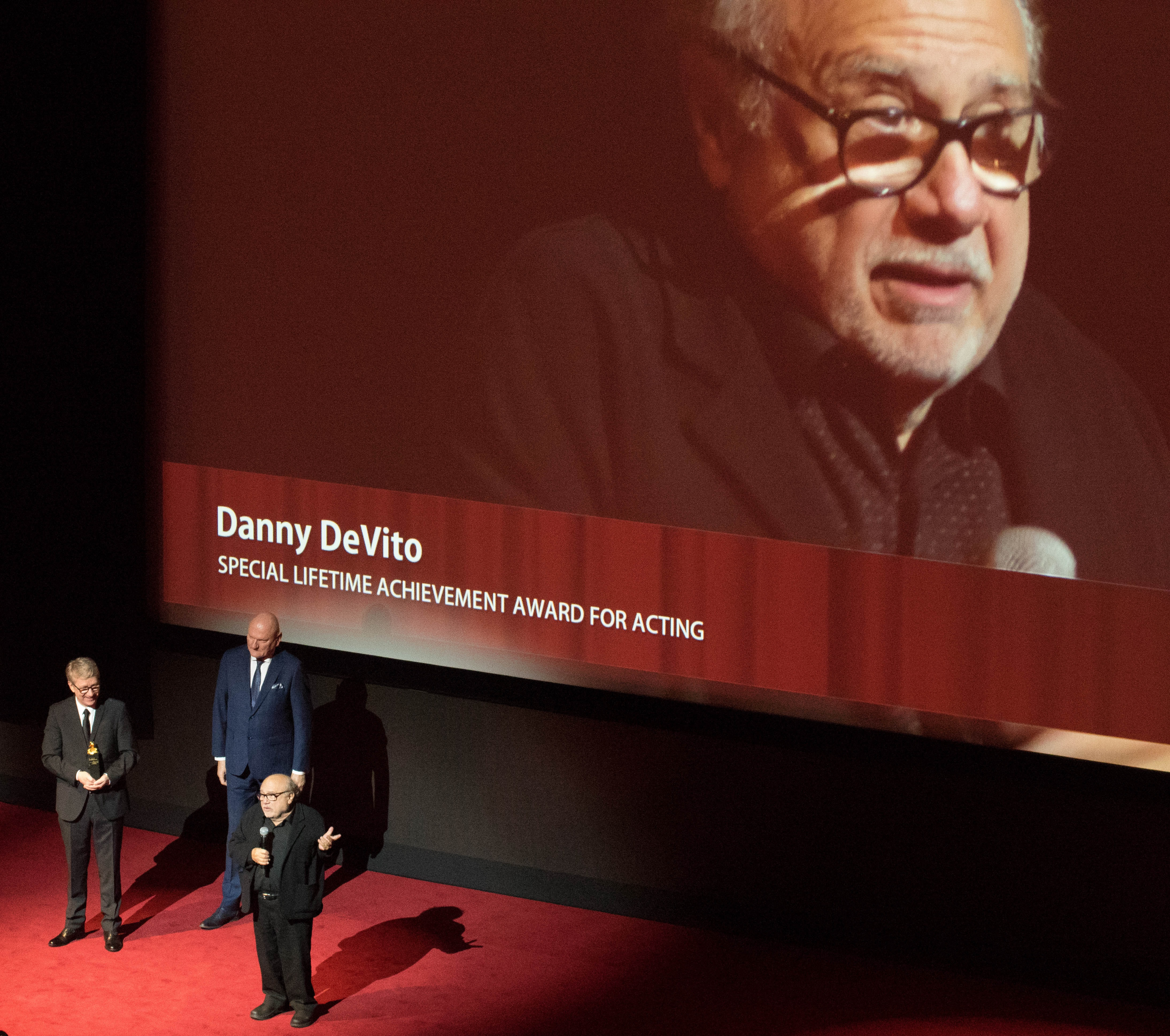
27. Energa Camerimage – podczas gali inauguracyjnej specjalną Złotą Żabę odebrał m.in. Danny DeVito

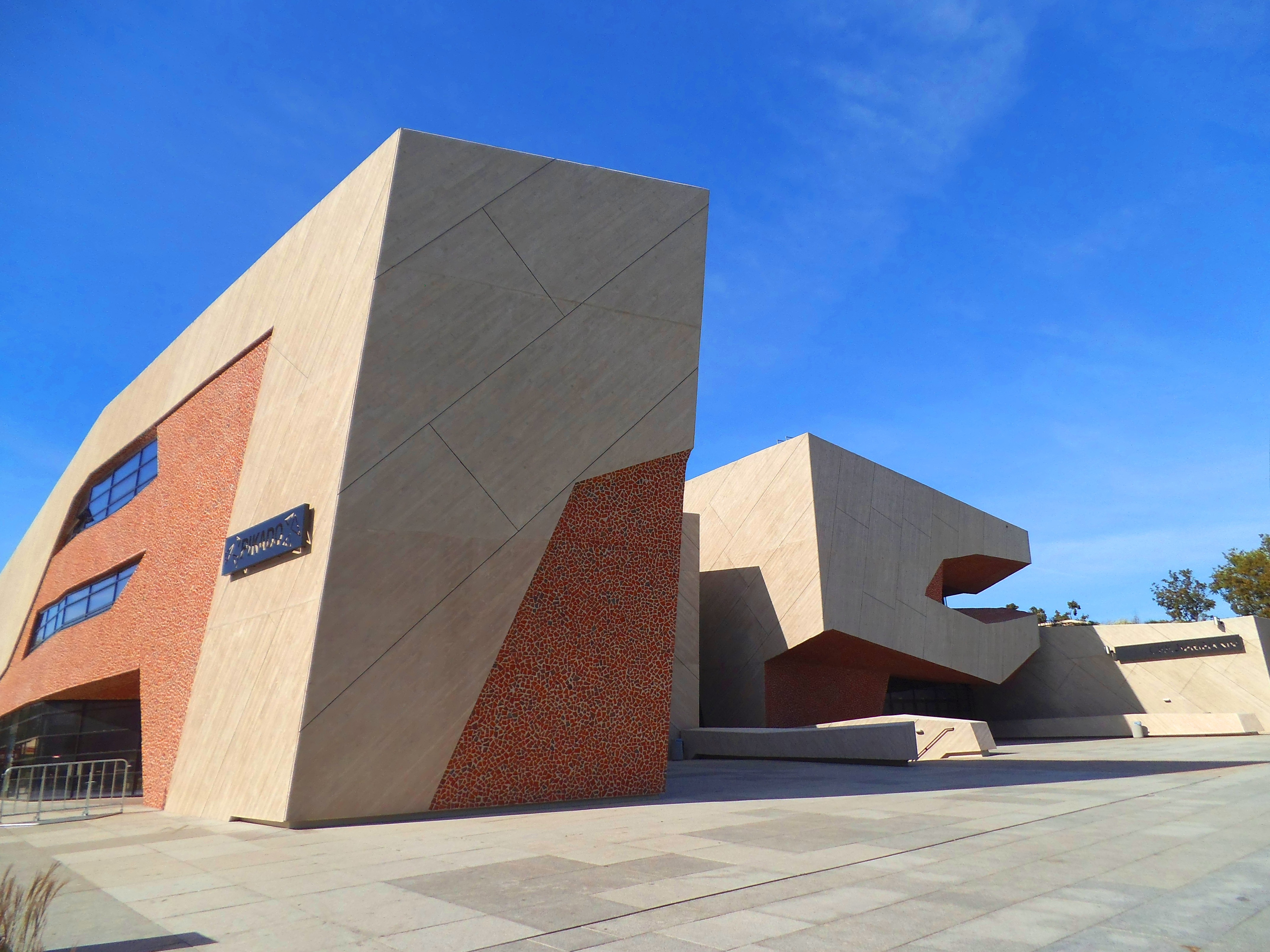
Centrum Kulturalno-Kongresowe Jordanki w Toruniu, gospodarz festiwalu w 2019

W późniejszych latach, w ramach festiwalu Camerimage w Bydgoszczy odbywały się także imprezy towarzyszące w Toruniu, m.in. od 16 listopada 2015 do 31 stycznia 2016 można było zobaczyć w Centrum Sztuki Współczesnej wystawę prac fotograficznych kanadyjskiego muzyka Bryana Adamsa, którą artysta otworzył osobiście. Była to pierwsza prezentacja jego fotografii w Europie Środkowo-Wschodniej, zaś na przełomie 2018 i 2019, także w CSW odbyła się wystawa sztuki XX i XXI wieku pt. „Malarstwo wciąż żywe … w poszukiwaniu nowoczesności”.
20 grudnia 2017 w Warszawie minister kultury i dziedzictwa narodowego Piotr Gliński, prezydent Torunia Michał Zaleski oraz prezes fundacji Tumult Marek Żydowicz podpisali list intencyjny w sprawie utworzenia Europejskiego Centrum Filmowego Camerimage w Toruniu, które będzie miało za zadanie współtworzyć festiwal Camerimage. Dwa lata później, 7 marca 2019, podczas 5. sesji Rady Miasta Torunia, Marek Żydowicz poinformował, że 27. edycja tego festiwalu odbędzie się w Toruniu, a miejscem jego głównych wydarzeń będzie Centrum Kulturalno-Kongresowe Jordanki. We wrześniu tego samego roku, tym razem w Toruniu, wyżej wymienieni podpisali umowę ws. utworzenia i współprowadzenia ECFC. Działalność Centrum ma się rozpocząć 1 stycznia 2020, zaś sam festiwal, po powrocie do Torunia, odbył się w dniach 9–16 listopada 2019. Podczas gali inauguracyjnej festiwalu specjalne Złote Żaby odebrali m.in.: Danny DeVito, Peter Greenaway i Ewa Dałkowska. Natomiast podczas gali zamknięcia gościli w Toruniu m.in.: Quentin Tarantino, który wraz z Robertem Richardsonem odebrał nagrodę dla duetu reżyser i operator. Edward Norton uhonorowany został Nagrodą im. Krzysztofa Kieślowskiego, a Richard Gere odebrał nagrodę specjalną. Częścią festiwalu były także liczne seminaria i warsztaty na temat sztuki filmowej oraz autorska wystawa pt.: "Artuum Mobile: Świat Saskii Boddeke i Petera Greenawaya" przygotowana przez Petera Greenawaya i jego żonę Saskię Boddeke w Centrum Sztuki Współczesnej, która trwała do 1 marca 2020.

### Daty i miejsca poszczególnych edycji festiwalu
| Edycja | Data                   | Rok  | Miasto    | Centrum festiwalowe                                           | Źródło        |
| ------ | ---------------------- | ---- | --------- | ------------------------------------------------------------- | ------------- |
| 1.     | 22–28 listopada        | 1993 | Toruń     | Aula Uniwersytecka                                            | [ 24 ]        |
| 2.     | 26 listopada–3 grudnia | 1994 | Toruń     | Aula Uniwersytecka                                            | [ 25 ]        |
| 3.     | 2–9 grudnia            | 1995 | Toruń     | Aula Uniwersytecka                                            | [ 25 ]        |
| 4.     | 30 listopada–7 grudnia | 1996 | Toruń     | Aula Uniwersytecka                                            | [ 25 ]        |
| 5.     | 29 listopada–6 grudnia | 1997 | Toruń     | Aula Uniwersytecka                                            | [ 25 ]        |
| 6.     | 28 listopada–5 grudnia | 1998 | Toruń     | Aula Uniwersytecka                                            | [ 25 ]        |
| 7.     | 27 listopada–4 grudnia | 1999 | Toruń     | Aula Uniwersytecka                                            | [ 25 ]        |
| 8.     | 2–9 grudnia            | 2000 | Łódź      | Teatr Wielki                                                  | [ 25 ]        |
| 9.     | 1–8 grudnia            | 2001 | Łódź      | Teatr Wielki                                                  | [ 25 ]        |
| 10.    | 30 listopada–7 grudnia | 2002 | Łódź      | Teatr Wielki                                                  | [ 25 ]        |
| 11.    | 29 listopada–6 grudnia | 2003 | Łódź      | Teatr Wielki                                                  | [ 26 ]        |
| 12.    | 27 listopada–4 grudnia | 2004 | Łódź      | Teatr Wielki                                                  | [ 25 ]        |
| 13.    | 26 listopada–4 grudnia | 2005 | Łódź      | Teatr Wielki                                                  | [ 25 ]        |
| 14.    | 25 listopada–3 grudnia | 2006 | Łódź      | Teatr Wielki                                                  | [ 25 ]        |
| 15.    | 24 listopada–1 grudnia | 2007 | Łódź      | Teatr Wielki                                                  | [ 25 ]        |
| 16.    | 29 listopada–6 grudnia | 2008 | Łódź      | Teatr Wielki                                                  | [ 25 ]        |
| 17.    | 28 listopada–5 grudnia | 2009 | Łódź      | Teatr Wielki                                                  | [ 25 ]        |
| 18.    | 27 listopada–4 grudnia | 2010 | Bydgoszcz | Opera Nova                                                    | [ 25 ] [ 27 ] |
| 19.    | 26 listopada–3 grudnia | 2011 | Bydgoszcz | Opera Nova                                                    | [ 25 ]        |
| 20.    | 24 listopada–1 grudnia | 2012 | Bydgoszcz | Opera Nova                                                    | [ 28 ]        |
| 21.    | 16–23 listopada        | 2013 | Bydgoszcz | Opera Nova                                                    | [ 29 ]        |
| 22.    | 15–22 listopada        | 2014 | Bydgoszcz | Opera Nova                                                    | [ 30 ]        |
| 23.    | 14–21 listopada        | 2015 | Bydgoszcz | Opera Nova                                                    | [ 31 ]        |
| 24.    | 12–19 listopada        | 2016 | Bydgoszcz | Opera Nova                                                    | [ 32 ]        |
| 25.    | 11–18 listopada        | 2017 | Bydgoszcz | Opera Nova                                                    | [ 33 ]        |
| 26.    | 10–17 listopada        | 2018 | Bydgoszcz | Opera Nova                                                    | [ 34 ]        |
| 27.    | 9–16 listopada         | 2019 | Toruń     | Centrum Kulturalno-Kongresowe Jordanki                        | [ 35 ]        |
| 28.    | 14–21 listopada        | 2020 | Toruń     | ze względu na pandemię COVID-19 festiwal odbył się wirtualnie | [ 36 ]        |
| 29.    | 13–20 listopada        | 2021 | Toruń     | Centrum Kulturalno-Kongresowe Jordanki                        | [ 37 ]        |
| 30.    | 12–19 listopada        | 2022 | Toruń     | Centrum Kulturalno-Kongresowe Jordanki                        | [ 38 ]        |
| 31.    | 11–18 listopada        | 2023 | Toruń     | Centrum Kulturalno-Kongresowe Jordanki                        | [ 39 ]        |

## Laureaci konkursów

### Konkurs Filmów Fabularnych / Konkurs Główny
- 1993
skład jury: Vittorio Storaro (przewodniczący), Victor Kemper, Ryszard Horowitz, Sławomir Idziak, Jerzy Płażewski, Witold Sobociński, Janusz Zaorski
  - Złota Żaba: Stuart Dryburgh za zdjęcia do filmu Fortepian
  - Srebrna Żaba: Gu Changwei za zdjęcia do filmu Żegnaj, moja konkubino
  - Brązowa Żaba: nie przyznano
- 1994
skład jury: Vilmos Zsigmond (przewodniczący), John Bailey, Stuart Dryburgh, Adam Holender, Allan Starski, Jerzy Wójcik
  - Złota Żaba: Tibor Mathe Woyzeck oraz Artur Reinhart za zdjęcia do filmu Wrony
  - Srebrna Żaba: Piotr Sobociński za zdjęcia do filmu Trzy kolory: Czerwony
  - Brązowa Żaba: Conrad L. Hall za zdjęcia do filmu Szachowe dzieciństwo (Searching for Bobby Fischer)
- 1995
skład jury: Conrad Hall (przewodniczący), Bob Fisher, Walter Lassally, Witold Sobociński, Jaromír Sofr, Ronnie Taylor, Jost Vacano, Jerzy Wójcik
  - Złota Żaba: Piotr Sobociński za zdjęcia do filmu Siódmy pokój
  - Srebrna Żaba: Goert Giltay za zdjęcia do filmu Latający Holender
  - Brązowa Żaba: Roger Deakins za zdjęcia do filmu Skazani na Shawshank
- 1996
skład jury: Andrzej Żuławski (przewodniczący), Haskell Wexler, Vilmos Zsigmond, Miroslav Ondříček, Aleksiej Rodionow, Robert Alazraki, Andrzej J. Jaroszewicz
  - Złota Żaba: Dick Pope za zdjęcia do filmu Sekrety i kłamstwa
  - Srebrna Żaba: Eduardo Serra za zdjęcia do filmu Więzy miłości
  - Brązowa Żaba: Geoffrey Simpsons za zdjęcia do filmu Blask
- 1997
skład jury: Agnieszka Holland (przewodnicząca), Jack Green, Edward Kłosiński, Jerzy Zieliński, Eduardo Serra, Walter Lassally, Mike Southon
  - Złota Żaba: Rogier Stoffers za zdjęcia do filmu Charakter
  - Srebrna Żaba: Ron Fortunato za zdjęcia do filmu Nic doustnie
  - Brązowa Żaba: Paweł Edelman za zdjęcia do filmu Kroniki domowe
- 1998
skład jury: Jerzy Skolimowski (przewodniczący), Grzegorz Kędzierski, Maria Kornatowska, Donald Fredericksen, Giuseppe Rotunno, Jean Michel Hummeau, Mike Molloy, Franz Rath, Gustaf Mandal
  - Złota Żaba: Walther Carvalho za zdjęcia do filmu Dworzec nadziei
  - Srebrna Żaba: Hideo Yamamoto za zdjęcia do filmu Hana-bi
  - Brązowa Żaba: Jens Fisher za zdjęcia do filmu Beneath the Surface
- 1999
skład jury: Mike Leigh (przewodniczący), Dean Cundey, Oliver Stapleton, Witold Stok, Theo Bierkens, Tony Forsberg, Wolfgang Fischer, Anne Goursaud
  - Złota Żaba: Remi Adefarasin za zdjęcia do filmu Elizabeth
  - Srebrna Żaba: Junichi Fujisawa za zdjęcia do filmu Hakuchi (The Innocent)
  - Brązowa Żaba: Timo Salminen za zdjęcia do filmu Juha
- 2000
skład jury: Michael Cimino (przewodniczący), Peter Suschitzky, Yorgos Arvanitis, Mahmoud Kalari, Wolfgang Treu, Alex Thomson, Paul Sarrosy, Jacek Petrycki
  - Złota Żaba: Rodrigo Prieto za zdjęcia do filmu Amores perros
  - Srebrna Żaba: Robert Fraisse za zdjęcia do filmu Vatel
  - Brązowa Żaba: Philip Ogaard za zdjęcia do filmu Aberdeen
- 2001
skład jury: Roger Deakins (przewodniczący), Jörg Schmidt-Reitwein, Robert Fraisse, Phedon Papamichael, Sean Bobbitt
  - Złota Żaba: Gérard Simon za zdjęcia do filmu Król tańczy
  - Srebrna Żaba: Adam Sikora za zdjęcia do filmu Angelus
  - Brązowa Żaba: Piotr Sobociński za zdjęcia do filmu Kraina wiecznego szczęścia
- 2002
skład jury: Chris Menges (przewodniczący), John De Borman, Adam Greenberg, Pierre Lhomme, Vladimír Smutný, Jost Vacano, Piotr Wojtowicz
  - Złota Żaba: Krzysztof Ptak za zdjęcia do filmu Edi oraz Conrad L. Hall za zdjęcia do filmu Droga do zatracenia
  - Srebrna Żaba: Edward Lachman za zdjęcia do filmu Daleko od nieba
  - Brązowa Żaba: Denis Lenoir za zdjęcia do filmu Demonlover
- 2003
skład jury: James Ivory (przewodniczący), Adam Holender, Rogier Stoffers, Franciszek Starowieyski, Tony Pierce-Roberts, Krzysztof Malkiewicz, Pierre Lhomme
  - Złota Żaba: César Charlone za zdjęcia do filmu Miasto Boga
  - Srebrna Żaba: Piotr Kukla za zdjęcia do filmu Bliźniaczki (De Tweeling)
  - Brązowa Żaba: Eduardo Serra za zdjęcia do filmu Dziewczyna z perłą
  - Specjalna nagroda jury: Adam Bajerski i Paweł Śmietanka za zdjęcia do filmu Zmruż oczy
- 2004
skład jury: Vilmos Zsigmond (przewodniczący), Renato Berta, László Kovács, Svein Krøvel, Oliver Stapleton, prof. Jerzy Woźniak
  - Złota Żaba: Dick Pope za zdjęcia do filmu Vera Drake
  - Srebrna Żaba: Rodrigo Prieto za zdjęcia do filmu Aleksander
  - Brązowa Żaba: Manuel Alberto Claro za zdjęcia do filmu Rekonstrukcja
- 2005
skład jury: Affonso Beato (przewodniczący), César Charlone, Donald McAlpine, Karl Prümm, Franz Rath, Declan Quinn
  - Złota Żaba: Gyula Pados za zdjęcia do filmu Los utracony
  - Srebrna Żaba: Jens Fischer za zdjęcia do filmu The Queen of Sheba's Pearls
  - Brązowa Żaba: Louis-Philippe Capelle za zdjęcia do filmu Nuit noire (Black Night)
  - Specjalna nagroda dyrektora festiwalu: Phedon Papamichael za zdjęcia do filmu Spacer po linie
- 2006
skład jury: Michael Chapman, Ryszard Lenczewski, Peter Levy, Bruno Delbonnel, Phil Méheux
  - Złota Żaba: Guillermo Navarro za zdjęcia do filmu Labirynt fauna
  - Srebrna Żaba: Dick Pope za zdjęcia do filmu Iluzjonista
  - Brązowa Żaba: Ricardo Della Rosa za zdjęcia do filmu Dom z piasku (Casa de areia)
- 2007
skład jury: Brett Ratner (przewodniczący), Piotr Dumała, Paweł Edelman, Robbie Greenberg, Lawrence Grobel, Lilly Kilvert, Pierre Lhomme, Karl Walter Lindenlaub, Oliver Stapleton
  - Złota Żaba: Janusz Kamiński za zdjęcia do filmu Motyl i skafander
  - Srebrna Żaba: Bruno Delbonnel za zdjęcia do filmu Across the Universe
  - Brązowa Żaba: Edward Lachman za zdjęcia do filmu I’m Not There. Gdzie indziej jestem
- 2008
skład jury: Pierre Lhomme (przewodniczący), Gabriel Beristain, Stephen Goldblatt, Ryszard Horowitz, Nicola Pecorini, Steven Rosenblum, Juan Ruiz Anchía, John Toll, Nigel Walters
  - Złota Żaba: Anthony Dod Mantle za zdjęcia do filmu Slumdog. Milioner z ulicy
  - Srebrna Żaba: César Charlone za zdjęcia do filmu Miasto ślepców (Blindness)
  - Brązowa Żaba: Rainer Klausmann za zdjęcia do filmu Der Baader Meinhof Komplex
- 2009
skład jury: Allan Starski (przewodniczący), Dean Cundey, Anastas Michos, Edward Lachman, Igor Luther, Phil Méheux
  - Złota Żaba: Gijjora Bejach za zdjęcia do filmu Liban
  - Srebrna Żaba: Krzysztof Ptak za zdjęcia do filmu Dom zły
  - Brązowa Żaba: Marcin Koszałka za zdjęcia do filmu Rewers
- 2010
skład jury: Dion Beebe, Peter Biziou, Stephen Goldblatt, Andrzej Kołodyński, Roberto Schaefer, Tom Stern, Jost Vacano
  - Złota Żaba: Artur Reinhart za zdjęcia do filmu Wenecja
  - Srebrna Żaba: Michaił Kriczman za zdjęcia do filmu Milczące dusze (Owsianki)
  - Brązowa Żaba: Eduard Grau za zdjęcia do filmu Pogrzebany
- 2011
skład jury: Roger Donaldson (przewodniczący), Walter Lassally, Lilly Kilvert, Hannah McGill, Elvis Mitchell, Dick Pope, Dante Spinotti
  - Złota Żaba: Jolanta Dylewska za zdjęcia do filmu W ciemności
  - Srebrna Żaba: Mahmoud Kalari za zdjęcia do filmu Rozstanie
  - Brązowa Żaba: Robbie Ryan za zdjęcia do filmu Wichrowe Wzgórza
- 2012
skład jury: Joel Schumacher (przewodniczący), Christine Rothe, Artur Reinhart, Michael Seresin, Stephen Goldblatt, Michael Glawogger, Piers Handling
  - Złota Żaba: Nicolas Bolduc za zdjęcia do filmu Wiedźma wojny, reż. Kim Nguyen
  - Srebrna Żaba: Caroline Champetier za zdjęcia do filmu Holy Motors, reż. Leos Carax
  - Brązowa Żaba: Touraj Aslani za zdjęcia do filmu Pora nosorożca, reż. Bahman Ghobadi
- 2013
skład jury: Denis Lenoir, Tom Stern, Adam Holender, Edward Lachman, Timo Salminen, Todd McCarthy, Franz Lustig, Jeffrey Kimball
  - Złota Żaba: Łukasz Żal i Ryszard Lenczewski za zdjęcia do filmu Ida, reż. Paweł Pawlikowski
  - Srebrna Żaba: Lorenzo Hagerman za zdjęcia do filmu Heli, reż. Amat Escalante
  - Brązowa Żaba: Bruno Delbonnel za zdjęcia do filmu Co jest grane, Davis? (Inside Llewyn Davis), reż. Joel i Ethan Coen
- 2014
skład jury: Roland Joffé (przewodniczący), Christian Berger, Ryszard Bugajski, Ryszard Horowitz, David Gropman, Artur Reinhart, Oliver Stapleton, Manuel Alberto, David MacMillan
  - Złota Żaba: Michaił Kriczman za zdjęcia do filmu Lewiatan, reż. Andriej Zwiagincew
  - Srebrna Żaba: Ehab Assa za zdjęcia do filmu Omar, reż. Hany Abu-Assad
  - Brązowa Żaba: André Turpin za zdjęcia do filmu Mama, reż. Xavier Dolan
- 2015
skład jury: Michael Hoffman (przewodniczący), Reed Morano, Giovanni Ribisi, Timo Salminen, Matthew Libatique, Ryszard Lenczewski, Salvatore Totino
  - Złota Żaba: Edward Lachman za zdjęcia do filmu Carol, reż. Todd Haynes
  - Srebrna Żaba: Sturla Brandt Grøvlen za zdjęcia do filmu Barany. Islandzka opowieść (Hrútar), reż. Grímur Hákonarson
  - Brązowa Żaba: Mátyás Erdély za zdjęcia do filmu Syn Szawła (Saul fia), reż. László Nemes
- 2016
skład jury: Alan Parker (przewodniczący), Michael Barrett, Neil Corbould, Michael Seresin, Gérard Simon, Oliver Stapleton, Robert D. Yeoman
  - Złota Żaba: Greig Fraser za zdjęcia do filmu Lion. Droga do domu, reż. Garth Davis
  - Srebrna Żaba: Bradford Young za zdjęcia do filmu Nowy początek (Arrival), reż. Denis Villeneuve
  - Brązowa Żaba: Anthony Dod Mantle za zdjęcia do filmu Snowden, reż. Oliver Stone
- 2017
skład jury: Michael Apted (przewodniczący), Rachel Morrison, Stuart Dryburgh, Stephen Goldblatt, Karl Walter Lindenlaub, Anastas N. Michos, Heather Stewart
  - Złota Żaba: Máté Herbai za zdjęcia do filmu Dusza i ciało, reż. Ildikó Enyedi
  - Srebrna Żaba: Michaił Kriczman za zdjęcia do filmu Niemiłość, reż. Andriej Zwiagincew
  - Brązowa Żaba: Anthony Dod Mantle za zdjęcia do filmu Najpierw zabili mojego ojca, reż. Angelina Jolie
- 2018[40]
skład jury: David Gropman (przewodniczący), Jean-Marie Dreujou, Lilly Kilvert, Dan Laustsen, Florian Ballhaus, Kees Van Oostrum
  - Złota Żaba: Ji Yong Kim za zdjęcia do filmu The Fortress, reż. Dong-Hyuk Hwang
  - Srebrna Żaba: Łukasz Żal za zdjęcia do filmu Zimna wojna, reż. Paweł Pawlikowski
  - Brązowa Żaba: Alfonso Cuarón za zdjęcia do filmu Roma, reż. Alfonso Cuarón
- 2019[41]
skład jury: Michael Hoffman (przewodniczący), John de Borman, Peter James, Teresa Medina, Anastas N. Michos, Jordan Roberts, Dante Spinotti
  - Złota Żaba: Lawrence Sher za zdjęcia do filmu Joker, reż. Todd Phillips
  - Srebrna Żaba: César Charlone za zdjęcia do filmu Dwóch papieży, reż. Fernando Meirelles
  - Brązowa Żaba: Vladimír Smutný za zdjęcia do filmu Malowany ptak, reż. Václav Marhoul
- 2020[42]
skład jury: Lech Majewski (przewodniczący), Łukasz Żal, Andrzej Bartkowiak, Jean-Marie Dreujou, Anastas N. Michos
  - Złota Żaba: Joshua James Richards za zdjęcia do filmu Nomadland, reż. Chloé Zhao
  - Srebrna Żaba: Rauno Ronkainen za zdjęcia do filmu Helene, reż. Antti J. Jokinen
  - Brązowa Żaba: Nicolaj Brüel za zdjęcia do filmu Pinokio, reż. Matteo Garrone
- 2021[43]
skład jury: Joe Wright (przewodniczący), Elen Lotman, Anastas N. Michos, Martin Ruhe, Lawrence Sher
  - Złota Żaba: Robbie Ryan za zdjęcia do filmu C’mon C’mon, reż. Mike Mills
  - Srebrna Żaba: Bruno Delbonnel za zdjęcia do filmu Tragedia Makbeta, reż. Joel Coen
  - Brązowa Żaba: Greig Fraser za zdjęcia do filmu Diuna, reż. Denis Villeneuve
- 2022[44]

skład jury: Lech Majewski (przewodniczący), Fred Berger, Markus Förderer, Jan Roelfs, Arthur Reinhart
- Złota Żaba: Florian Hoffmeister za zdjęcia do filmu Tár, reż. Todd Field
- Srebrna Żaba: Darius Khondji za zdjęcia do filmu BARDO, fałszywa kronika garści prawd, reż. Alejandro G. Iñárritu
- Brązowa Żaba: Jamie D. Ramsay za zdjęcia do filmu Living, reż. Oliver Hermanus

### KonkursEtiudStudenckich Szkół Filmowych i Artystycznych
- 1997
  - Złota Kijanka: Marek Wieser za zdjęcia do filmu Wątróbka z ziemniakami (PWSFTviT, Polska)
  - Srebrna Kijanka: Marek Gajczak za zdjęcia do filmu Sposób na Moravię (PWSFTviT, Polska)
  - Brązowa Kijanka: Manuel Mack za zdjęcia do filmu A Summer’s Day (Deutsche Film und Fernsehen Akademie, Berlin, Niemcy)
- 1998
  - Złota Kijanka: Danny Featherstone za zdjęcia do filmu Great Falls (Australian Film Television and Radio School, Sydney, Australia)
  - Srebrna Kijanka: Mikołaj Łepkowski za zdjęcia do filmu Sfera (PWSFTviT, Polska)
  - Brązowa Kijanka: Alexey Todorov za zdjęcia do filmu A Short Film About a Boy (Russian State Institute of Cinematography, Moskwa, Rosja)
- 1999
  - Złota Kijanka: Bogumił Godfrejów za zdjęcia do filmu Claire (PWSFTviT, Polska)
  - Srebrna Kijanka: Piotr Szczepański za zdjęcia do filmu Q (PWSFTviT, Polska)
  - Brązowa Kijanka: Daniela Knapp i Kathinka Minthe za zdjęcia do filmu Counting Sheep (Filmakademie Baden-Württemberg, Ludwigsburg, Niemcy)
- 2000
  - Złota Kijanka: Bogumił Godfrejow za zdjęcia do filmu Kręgi snu (PWSFTviT, Polska)
  - Srebrna Kijanka: Michal Popiel-Machnicki za zdjęcia do filmu Wrzask (PWSFTviT, Polska)
  - Brązowa Kijanka: Sebastian Makker za zdjęcia do filmu A Rare Bird (National Film School of Denmark, Dania)
- 2001
  - Złota Kijanka: Sławomir Bergański za zdjęcia do filmu Chimeria (PWSFTviT, Polska)
  - Srebrna Kijanka: Carlos Catalan Alucha za zdjęcia do filmu Prey (Escola Superior de cinema i audiovisuals de Catalunya, Hiszpania)
  - Brązowa Kijanka: Peter Flinckenberg za zdjęcia do filmu Zero Degrees (Department of Film and Television Helsinki, Finlandia)
- 2002
  - Złota Kijanka: Ngo The Chau za zdjęcia do filmu The Shadow (Deutsche Film- und Fernsehakademie Berlin, Niemcy)
  - Srebrna Kijanka: Szymon Lenkowski za zdjęcia do filmu Siena (PWSFTviT, Polska)
  - Brązowa Kijanka: Maxim Shinkorenko za zdjęcia do filmu Meat (VGIK, Rosja)
- 2003
  - Złota Kijanka: Maciej Sobieraj za zdjęcia do filmu Koma (PWSFTviT, Polska)
  - Srebrna Kijanka: Maciej Majchrzak za zdjęcia do filmu Anabiosis (PWSFTviT, Polska)
  - Brązowa Kijanka: Konrad Spyra za zdjęcia do filmu T-Rex (WRiTV Uniwersytetu Śląskiego, Polska)
  - Specjalna nagroda jury: Camila Hjelm Knudsen za zdjęcia do filmu The Fighter
- 2004
  - Złota Kijanka: Piotr Sobociński jr. za zdjęcia do filmu Zima (PWSFTviT, Polska)
  - Srebrna Kijanka: Isaac Vila za zdjęcia do filmu The Next (Escola Superior de cinema i audiovisuals de Catalunya, Hiszpania)
  - Brązowa Kijanka: Jacek Podgórski za zdjęcia do filmu Ciało moje (PWSFTviT, Polska)
- 2005
  - Złota Kijanka: Krum Rodriguez za zdjęcia do filmu Predi zivota, sled smartta (Before Life, After Death) (National Academy of Theatre and Film Arts, Bułgaria)
  - Srebrna Kijanka: Yori Fabian za zdjęcia do filmu Ulewa (PWSFTviT, Polska)
  - Brązowa Kijanka: Tim Ottenstein za zdjęcia do filmu Musca (Fachhochschule Dortmund, Niemcy)
  - Interaktywna Kijanka: Anna Winkler za zdjęcia do filmu Dotyk motyla
- 2006
  - Złota Kijanka: Paweł Dyllus za zdjęcia do filmu Sezon na kaczki (WRiTV Uniwersytetu Śląskiego, Polska)
  - Srebrna Kijanka: Imri Matalon za zdjęcia do filmu Road Marks (The Sam Spiegel Film and TV School, Izrael)
  - Brązowa Kijanka: Kolja Raschke za zdjęcia do filmu Firn (Deutsche Film- und Fernsehakademie Berlin, Niemcy)
  - Nagroda Studencka im. Davida Samuelsona: Paweł Dyllus za najlepszą technikę zdjęciową w filmie Sezon na kaczki
- 2007
  - Złota Kijanka (Studencka Nagroda im. László Kovácsa): Tomasz Woźniczka za zdjęcia do filmu Za horyzont (WRiTV Uniwersytetu Śląskiego, Polska)
  - Srebrna Kijanka: Raphael Beinder za zdjęcia do filmu Ojciec śpi (My Father is Sleeping)
  - Brązowa Kijanka: Michał Sobociński za zdjęcia do filmu Ojciec (Father)
- 2008
  - Złota Kijanka (Studencka Nagroda im. László Kovácsa): Aurelian Pechmeja za zdjęcia do filmu Dear Mom, to Read If I Don’t Wake Up (Institut National Supérieur des Arts du Spectacle, Belgia)
  - Srebrna Kijanka: Bartek Cierlica za zdjęcia do filmu The Gravediggers (Grobari) (PWSFTViT, Polska)
  - Brązowa Kijanka: Nadav Hekselman za zdjęcia do filmu Drogi (Roads) (Tel Awiw University Department of Film and Television, Izrael)
- 2009
  - Złota Kijanka (Studencka Nagroda im. László Kovácsa): Weronika Bilska za zdjęcia do filmu Brzydkie słowa (WRiTV Uniwersytetu Śląskiego, Polska)
  - Srebrna Kijanka: Jakub Czerwiński za zdjęcia do filmu Przez szybę
  - Brązowa Kijanka: Maly Róbert za zdjęcia do filmu Napszúrás
- 2010
  - Złota Kijanka (Studencka Nagroda im. László Kovácsa): Jakub Giza za zdjęcia do filmu Jutro mnie tu nie będzie
  - Srebrna Kijanka: Phillip Haberlandt i Jens Hallman za zdjęcia do filmu St. Christophorus: Roadkill
  - Brązowa Kijanka: Johan Holmquist za zdjęcia do filmu Bekas
- 2011
  - Złota Kijanka (Studencka Nagroda im. László Kovácsa): Balazs Rewesz za zdjęcia do filmu Finale (Fotografus Foundation and School for the Hungarian Film & Photography, Węgry)
  - Srebrna Kijanka: Nicolas Villegas Hernande za zdjęcia do filmu Ludzie normalni (PWSFTViT, Polska)
  - Brązowa Kijanka: Sin Huh za zdjęcia do filmu Raju (Hamburg Media School, Niemcy)
- 2012
  - Złota Kijanka (Nagroda Studencka im. László Kovácsa): Robert Oberrainer za zdjęcia do filmu Blackstory, reż. Christoph Brunner, Stefan Brunner (Institut für Film und Fernsehen Filmakademie Wien, Austria)
  - Srebrna Kijanka: Mikko Kamunen za zdjęcia do filmu The Zone, reż. Lauri Randla (Aalto University of Art and Design, Helsinki, Finlandia)
  - Brązowa Kijanka: Magnus Borge za zdjęcia do filmu Without Snow, reż. Magnus von Horn (PWSFTViT, Polska)
- 2013
  - Złota Kijanka (Nagroda Studencka im. László Kovácsa): Zuzanna Pyda za zdjęcia do filmu Taki pejzaż, reż. Jagoda Szelc (PWSFTviT, Polska)
  - Srebrna Kijanka: Erika Medav za zdjęcia do filmu Zinneke, reż. Rémi Allier (Institut des Arts de Diffusion, Belgia)
  - Brązowa Kijanka: Anselm Hartmann za zdjęcia do filmu Das Begräbnis des Harald Kramer, reż. Marc Schlegel (Institut für Film und Fernsehen Filmakademie Wien, Austria)
- 2014
  - Złota Kijanka (Nagroda Studencka im. László Kovácsa): Julian Landweer za zdjęcia do filmu Berlin Troika, reż. Andrej Gontcharov (Deutsche Film- und Fernsehakademie Berlin, Niemcy)
  - Srebrna Kijanka: Andrzej Cichocki za zdjęcia do filmu Las cieni, reż. Andrzej Cichocki (WRiTV Uniwersytetu Śląskiego, Polska)
  - Brązowa Kijanka: Clémence Warnier za zdjęcia do filmu Do You Even Know, reż. Arthur Lecouturier (Institut des Arts de Diffusion, Belgia)
- 2015
  - Złota Kijanka (Nagroda Studencka im. László Kovácsa): Bartosz Bieniek za zdjęcia do filmu Ameryka, reż. Aleksandra Terpińska (WRiTV Uniwersytetu Śląskiego, Polska)
  - Srebrna Kijanka: Simon Drescher za zdjęcia do filmu Stavanger, reż. Arto Sebastian Buhmann (Filmakademie Baden-Württemberg, Ludwigsburg, Niemcy)
  - Brązowa Kijanka: Damian Kocur za zdjęcia do filmu To, czego chcę, reż. Damian Kocur (WRiTV Uniwersytetu Śląskiego, Polska)
- 2016
  - Złota Kijanka (Nagroda Studencka im. László Kovácsa): Rachel Liew za zdjęcia do filmu Han, reż. Jonathan Choo (Nanyang Technological University (NTU) School of Art, Design and Media (ADM), Singapur)
  - Srebrna Kijanka: Martyna Jakimowska za zdjęcia do filmu Lato, reż. Martyna Jakimowska i Karol Lindholm (WRiTV Uniwersytetu Śląskiego, Polska)
  - Brązowa Kijanka: Arend Krause za zdjęcia do filmu Yahrzeit, reż. Thomas Eggel (Hamburg Media School, Niemcy)
- 2017
  - Złota Kijanka (Nagroda Studencka im. László Kovácsa): Felix Striegel za zdjęcia do filmu All of Us, reż. Katja Benrath (Hamburg Media School [HMS])
  - Srebrna Kijanka: Tom Durand za zdjęcia do filmu Across the Street, reż. Jeanne Privat (Institut National Superieur des Arts du Spectacle et des Techniques de Diffusion [INSAS])
  - Brązowa Kijanka: Martín Urrea za zdjęcia do filmu Rocco, reż. Gerard Nogueira (Escola Superior de Cinema i Audiovisuals de Catalunya [ESCAC])
- 2018
  - Złota Kijanka (Nagroda Studencka im. László Kovácsa): Douwe Hennink za zdjęcia do filmu Sirene, reż. Zara Dwinger (Nederlandse Filmacademie – Netherlands Film Academy [AHK])
  - Srebrna Kijanka: Simon Bitterli za zdjęcia do filmu Almost Everything, reż. Lisa Gertsch (Zürcher Hochschule der Künste – Zurich University of the Arts [ZHdK])
  - Brązowa Kijanka: Holger Jungnickel za zdjęcia do filmu Them, reż. Tim Dünschede (Deutsche Film- und Fernsehakademie Berlin – German Film and Television Academy [dffb], Hochschule für Fernsehen und Film München – University of Television and Film Munich [HFF München], Filmakademie Baden-Württemberg GmbH)
- 2019
  - Złota Kijanka (Nagroda Studencka im. László Kovácsa): Alfonso Herrera Salcedo za zdjęcia do filmu Lefty/Righty, reż. Max Walker-Silverman (NYU – Tisch School of the Arts)
  - Srebrna Kijanka: David Bajerski za zdjęcia do filmu Mariam i Natan, reż. David Bajerski (Łódzka Szkoła Filmowa)
  - Brązowa Kijanka: Felix Pflieger za zdjęcia do filmu The Last Children in Paradise, reż. Anna Roller (HFF München – Hochschule für Fernsehen und Film)
- 2020
  - Złota Kijanka (Nagroda Studencka im. László Kovácsa): Erin G. Wesley za zdjęcia do filmu A Rodeo Film, reż. Darius D. Dawson (American Film Institute Conservatory)
  - Srebrna Kijanka: Nathalie Pitters za zdjęcia do filmu Stratum Deep, reż. Lian Meng Rose (National Film and Television School [NFTS])
  - Brązowa Kijanka: Konrad Bloch za zdjęcia do filmu Sukienka, reż. Tadeusz Łysiak (Warszawska Szkoła Filmowa)
- 2021
  - Złota Kijanka (Nagroda Studencka im. László Kovácsa): Max Bugajak za zdjęcia do filmu Skowyt, reż. Bartosz Brzeziński (Warszawska Szkoła Filmowa)
  - Srebrna Kijanka: Philip Henze za zdjęcia do filmu Tala'vision, reż. Murad Abu Eisheh (Filmakademie Baden-Württemberg)
  - Brązowa Kijanka: Christopher Behrmann za zdjęcia do filmu Cold Blow Lane, reż. Luca Homolka (Filmakademie Baden-Württemberg)
- 2022[45]
  - Złota Kijanka (Nagroda Studencka im. László Kovácsa): Enrico Silva za zdjęcia do filmu Magdalena, reż. Michael Lazovsky (American Film Institute Conservatory [AFI])
  - Srebrna Kijanka: Ignacy Ciszewski za zdjęcia do filmu Stwór, reż. Damian Kosowski (Łódzka Szkoła Filmowa)
  - Brązowa Kijanka: Dani Benejam za zdjęcia do filmu Entreterrestres, reż. Lucas Parra (Cinema and Audiovisual School of Catalonia [ESCAC])

### Konkurs Debiutów Europejskich
- 2006: Daniel Schönauer za zdjęcia do filmu Jaskinia żółtego psa (Die Höhle des gelben Hundes), reż. Byambasuren Davaa[46][47]

### Konkurs Debiutów Operatorskich
- 2010 Najlepszy debiut autora zdjęć: Adam Arkapaw za film Królestwo zwierząt (Animal Kingdom), reż. David Michôd
- 2011 Najlepszy debiut operatorski: Radosław Ładczuk za film Sala samobójców, reż. Jan Komasa
- 2012 Najlepszy debiut operatorski: Miguel Ángel Jiménez za film Chaika, reż. Miguel Ángel Jiménez
- 2013 Najlepszy debiut operatorski: Chayse Irvin za film Medeas, reż. Andrea Pallaoro
- 2014 Najlepszy debiut operatorski: Niels Thastum za film Wilkołacze sny (Når dyrene drømmer), reż. Jonas Alexander Arnby
- 2015 Najlepszy debiut operatorski: Joshua James Richards za film Songs My Brothers Taught Me, reż. Chloé Zhao
- 2016 Najlepszy debiut operatorski: Juliette Van Dormael za film Mon ange (ang. My Angel), reż. Harry Cleven
- 2017 Najlepszy debiut operatorski: Maria von Hausswolff za film Zimowi bracia (ang. Winter Brothers), reż. Hlynur Pálmason
- 2018 Najlepszy debiut operatorski: Albert Salas Reche za film Obey, reż. Jamie Jones
- 2019 Najlepszy debiut operatorski: Laura Merians za film Pacified, reż. Paxton Winters
- 2020 Najlepszy debiut operatorski: Aurélien Marra za film My dwie (ang.Two of Us), reż. Filippo Meneghetti
- 2021 Złota Żaba za najlepszy debiut operatorski: Yuming Ke za film Bipolar, reż. Queena Li
- 2022 Złota Żaba za najlepszy debiut operatorski: Caroline Guimbal za film Dalva, reż. Emmanuelle Nicot

### Konkurs Debiutów Reżyserskich
- 2010 Najlepszy debiut reżysera: David Michôd za film Królestwo zwierząt, zdj. Adam Arkapaw
- 2011 Najlepszy debiut reżyserski: Karl Markovics za film Oddech, zdj. Martin Gschlacht
- 2012 Najlepszy debiut reżyserski: Miguel Ángel Jiménez za film Chaika, zdj. Miguel Ángel Jiménez
- 2013 Najlepszy debiut reżyserski: Alice Winocour za film Augustine, zdj. Georges Lechaptois
- 2014 Najlepszy debiut reżyserski: Naji Abu Nowar za film Theeb, zdj. Wolfgang Thaler
- 2015 Najlepszy debiut reżyserski: Luis Urquiza Mondragón za film Obediencia perfecta, zdj. Serguei Saldívar Tanaka
- 2016 Najlepszy debiut reżyserski: Tobias Nölle za film Alojzy, zdj. Simon Guy Fässler
- 2017 Najlepszy debiut reżyserski: Janus Metz za film Borg/McEnroe. Między odwagą a szaleństwem, zdj. Niels Thastum
- 2018 Najlepszy debiut reżyserski: Gustav Möller za film Winni, zdj. Jasper J. Spanning
- 2019 Najlepszy debiut reżyserski: Paxton Winters za film Pacified, zdj. Laura Merians
- 2020 Najlepszy debiut reżyserski: Jan Holoubek za film 25 lat niewinności. Sprawa Tomka Komendy, zdj. Bartłomiej Kaczmarek
- 2021 Złota Żaba za najlepszy debiut reżyserski: Julia Ducournau za film Titane, zdj. Ruben Impens
- 2022 Złota Żaba za najlepszy debiut reżyserski: Emmanuelle Nicot za film Dalva, zdj. Caroline Guimbal

### KonkursyFilmów Dokumentalnych
- 2008
  - Złota Żaba w Konkursie Filmów Dokumentalnych: Glauco Bermúdez za zdjęcia do filmu Ex-voto For Three Souls (Ex-voto para tres ánimas), reż. Diego Rivera Kohn
- 2009
  - Złota Żaba w Konkursie Pełnometrażowych Filmów Dokumentalnych: Yaron Orbach za zdjęcia do filmu Unmistaken Child, reż. Nati Baratz
  - Nagroda Discovery Networks Central Europe w Konkursie Pełnometrażowych Filmów Dokumentalnych: Martijn van Broekhuizen za zdjęcia do filmu The Two Horses of Genghis Khan, reż. Byambasuren Davaa
  - Wyróżnienie w Konkursie Pełnometrażowych Filmów Dokumentalnych: Juraj Chlpík za zdjęcia do filmu Blind Loves, reż. Juraj Lehotský
  - Złota Żaba w Konkursie Krótkometrażowych Filmów Dokumentalnych: Murray Fredericks za zdjęcia do filmu Salt, reż. Michael Angus
  - Nagroda Discovery Networks Central Europe w Konkursie Krótkometrażowych Filmów Dokumentalnych: Jacek Petrycki za zdjęcia do filmu Poste restante, reż. Marcel Łoziński
  - Wyróżnienie w Konkursie Krótkometrażowych Filmów Dokumentalnych: Alexandr Filippov za zdjęcia do filmu Nyarma, reż. Edgar Bartenev
- 2010
  - Złota Żaba w Konkursie Pełnometrażowych Filmów Dokumentalnych: Tim Hetherington i Sebastian Junger za zdjęcia do filmu Restrepo, reż. Tim Hetherington, Sebastian Junger
  - Nagroda Discovery Networks Central Europe w Konkursie Pełnometrażowych Filmów Dokumentalnych: Andrew Thompson za zdjęcia do filmu Mugabe and the White African, reż. Lucy Bailey
  - Wyróżnienie w Konkursie Pełnometrażowych Filmów Dokumentalnych: Pau Mirabet za zdjęcia do filmu Letters from the Desert (Eulogy to Slowness), reż. Michela Occhipinti
  - Złota Żaba w Konkursie Krótkometrażowych Filmów Dokumentalnych: Piotr Stasik za zdjęcia do filmu Koniec lata, reż. Piotr Stasik
  - Nagroda Discovery Networks Central Europe w Konkursie Krótkometrażowych Filmów Dokumentalnych: Jaro Vaľko za zdjęcia do filmu Arsy-Versy, reż. Miro Remo
  - Wyróżnienie w Konkursie Krótkometrażowych Filmów Dokumentalnych: Marek Wieser za zdjęcia do filmu Out of Love, reż. Birgitte Stærmose
- 2011
  - Złota Żaba w Konkursie Pełnometrażowych Filmów Dokumentalnych: Tomasz Wolski za zdjęcia do filmu Lekarze, reż. Tomasz Wolski
  - Wyróżnienie w Konkursie Pełnometrażowych Filmów Dokumentalnych: Steve Sanguedolce za zdjęcia do filmu Blinding, reż. Steve Sanguedolce
  - Złota Żaba w Konkursie Krótkometrażowych Filmów Dokumentalnych: Łukasz Żal i Piotr Bernaś za zdjęcia do filmu Paparazzi, reż. Piotr Bernaś
  - Wyróżnienie w Konkursie Krótkometrażowych Filmów Dokumentalnych: Wojciech Staroń za zdjęcia do filmu Argentyńska Lekcja, reż. Wojciech Staroń
- 2012
  - Złota Żaba w Konkursie Pełnometrażowych Filmów Dokumentalnych: Seung-Jun Yi za zdjęcia do filmu Planeta ślimaków, reż. Seung-Jun Yi
  - Wyróżnienie w Konkursie Pełnometrażowych Filmów Dokumentalnych: Ester Martin Bergsmark za zdjęcia do filmu She Male Snails, reż. Ester Martin Bergsmark
  - Złota Żaba w Konkursie Krótkometrażowych Filmów Dokumentalnych: Lorenzo Castore i Adam Cohen za zdjęcia do filmu No Peace Without War, reż. Lorenzo Castore, Adam Cohen
  - Wyróżnienie w Konkursie Krótkometrażowych Filmów Dokumentalnych: Paweł Chorzępa i Jacek Bławut za zdjęcia do filmu Samotność dźwięku, reż. Jacek Bławut
- 2013
  - Złota Żaba w Konkursie Pełnometrażowych Filmów Dokumentalnych: Camille Cottagnoud za zdjęcia do filmu Zimowi nomadowie (Hiver nomade), reż. Manuel von Stürler
  - Wyróżnienie w Konkursie Pełnometrażowych Filmów Dokumentalnych: Marc Schmidt, Aage Hollander za zdjęcia do filmu Prawa Matthew, reż. Marc Schmidt
  - Złota Żaba w Konkursie Krótkometrażowych Filmów Dokumentalnych: Johan Palmgren za zdjęcia do filmu Morfar och Jag och helikoptern till himlen, reż. Åsa Blanck i Johan Palmgren
  - Wyróżnienie w Konkursie Krótkometrażowych Filmów Dokumentalnych: Matthew VanDyke za zdjęcia do filmu Not Anymore: A Story of Revolution, reż. Matthew VanDyke
- 2014
  - Złota Żaba w Konkursie Pełnometrażowych Filmów Dokumentalnych: Yura Gautsel i Sergei Maksimow za zdjęcia do filmu Krew (Krov), reż. Alina Rudnitskaya
  - Wyróżnienie w Konkursie Pełnometrażowych Filmów Dokumentalnych: Mauricio Vidal za zdjęcia do filmu Monte Adentro, reż. Nicolás Macario Alonso
  - Złota Żaba w Konkursie Krótkometrażowych Filmów Dokumentalnych: Przemysław Niczyporuk za zdjęcia do filmu Punkt wyjścia, reż. Michał Szcześniak
  - Wyróżnienie w Konkursie Krótkometrażowych Filmów Dokumentalnych: Morgan Knibbe za zdjęcia do filmu Shipwreck, reż. Morgan Knibbe
- 2015
  - Złota Żaba w Konkursie Pełnometrażowych Filmów Dokumentalnych: Lars Skree za zdjęcia do filmu Scena ciszy (The Look of Silence), reż. Joshua Oppenheimer
  - Wyróżnienie w Konkursie Pełnometrażowych Filmów Dokumentalnych: Pavel Skvortsov za zdjęcia do filmu The Conversation, reż. Anastasia Novikova
  - Złota Żaba w Konkursie Krótkometrażowych Filmów Dokumentalnych: Alvaro Anguita za zdjęcia do filmu Opowieść o miłości, szaleństwie i śmierci (Un cuento de amor, locura y muerte), reż. Mijael Bustos
  - Wyróżnienie w Konkursie Krótkometrażowych Filmów Dokumentalnych: Wojciech Staroń za zdjęcia do filmu Bracia, reż. Wojciech Staroń
- 2016
  - Złota Żaba w Konkursie Pełnometrażowych Filmów Dokumentalnych w kategorii Najlepszy film: Ernesto Pardo za zdjęcia do filmu Tempestad, reż. Tatiana Huezo
  - Złota Żaba w Konkursie Pełnometrażowych Filmów Dokumentalnych w kategorii Najlepszy dokument fabularyzowany: Gerry Floyd za zdjęcia do filmu Notes on Blindness, reż. Peter Middleton i James Spinney
  - Złota Żaba w Konkursie Krótkometrażowych Filmów Dokumentalnych: Pablo Valdes za zdjęcia do filmu Nie jestem stąd (Yo no soy de aquí, ang. I’m Not from Here), reż. Maite Alberdi i Giedre Žickyte
  - Specjalne Wyróżnienie w Konkursie Krótkometrażowych Filmów Dokumentalnych: Nina Badoux za zdjęcia do filmu The Sniper of Kobani, reż. Reber Dosky
- 2017
  - Złota Żaba w Konkursie Pełnometrażowych Filmów Dokumentalnych w kategorii Najlepszy film: Nina Badoux za zdjęcia do filmu Radio Kobanî, reż. Reber Dosky
  - Złota Żaba w Konkursie Pełnometrażowych Filmów Dokumentalnych w kategorii Najlepszy dokument fabularyzowany: Ricardo Garfias za zdjęcia do filmu Potentiae, reż. Javier Toscano
  - Specjalne Wyróżnienie w Konkursie Pełnometrażowych Filmów Dokumentalnych: Miroslav Janek za zdjęcia do filmu Normal Autistic Film, reż. Miroslav Janek
  - Złota Żaba w Konkursie Krótkometrażowych Filmów Dokumentalnych: Marcin Sauter za zdjęcia do filmu Żalanasz – pusty brzeg, reż. Marcin Sauter
  - Specjalne Wyróżnienie w Konkursie Krótkometrażowych Filmów Dokumentalnych: Nikolai Huber za zdjęcia do filmu Find Fix Finish, reż. Sylvain Cruiziat, Mila Zhluktenko
- 2018
  - Złota Żaba w Konkursie Długometrażowych Filmów Dokumentalnych w kategorii Najlepszy film: Karen Vázquez Guadarrama za zdjęcia do filmu When the Bull Cried, reż. Bart Goossesn, Karen Vázquez Guadarrama
  - Złota Żaba w Konkursie Długometrażowych Filmów Dokumentalnych w kategorii Najlepszy dokument fabularyzowany: Kate McCullough za zdjęcia do filmu I, Dolours, reż. Maurice Sweeney
  - Złota Żaba w Konkursie Krótkometrażowych Filmów Dokumentalnych: Tomasz Wolski za zdjęcia do filmu Krzyżoki, reż. Anna Gawlita
  - Specjalne Wyróżnienie w Konkursie Krótkometrażowych Filmów Dokumentalnych: Farshid Akhlaghi za zdjęcia do filmu Pain Is Mine, reż. Farshid Akhlaghi
- 2019
  - Złota Żaba w Konkursie Długometrażowych Filmów Dokumentalnych w kategorii Najlepszy film: Luke Lorentzen za zdjęcia do filmu Midnight Family, reż. Luke Lorentzen
  - Złota Żaba w Konkursie Długometrażowych Filmów Dokumentalnych w kategorii Najlepszy dokument fabularyzowany: Jakub Kijowski, Jolanta Dylewska za zdjęcia do filmu Marek Edelman …i była miłość w getcie, reż. Jolanta Dylewska
  - Złota Żaba w Konkursie Krótkometrażowych Filmów Dokumentalnych: Jake Gabbay za zdjęcia do filmu Kamali, reż. Sasha Rainbow
  - Specjalne Wyróżnienie w Konkursie Krótkometrażowych Filmów Dokumentalnych: Christiaan van Leeuwen za zdjęcia do filmu Oneself, reż. Carolien van Maaswaal
- 2020
  - Złota Żaba w Konkursie Długometrażowych Filmów Dokumentalnych w kategorii Najlepszy film: Piotr Bernaś za zdjęcia do filmu Wieloryb z Lorino, reż. Maciej Cuske
  - Złota Żaba w Konkursie Długometrażowych Filmów Dokumentalnych w kategorii Najlepszy dokument fabularyzowany: Alejandro Mejia za zdjęcia do filmu 499, reż. Rodrigo Reyes
  - Złota Żaba w Konkursie Krótkometrażowych Filmów Dokumentalnych: Mehdi Azadi za zdjęcia do filmu A Horse Has More Blood Than a Human, reż. Abolfazl Talooni
  - Specjalne Wyróżnienie w Konkursie Krótkometrażowych Filmów Dokumentalnych: David Bolen, Jon Kasbe za zdjęcia do filmu Blood Rider, reż. Jon Kasbe
- 2021
  - Złota Żaba w Konkursie Długometrażowych Filmów Dokumentalnych: Tristan Galand za zdjęcia do filmu My Voice Will Be With You, reż. Bruno Tracq
  - Złota Żaba w Konkursie Krótkometrażowych Filmów Dokumentalnych: Jacob Friedrich Maria Kohl za zdjęcia do filmu Survive, reż. Lara Milena Brose, Kilian Armando Friedrich
- 2022
  - Złota Żaba w Konkursie Długometrażowych Filmów Dokumentalnych: Jonas Schneider za zdjęcia do filmu Kash Kash, reż. Lea Najjar
  - Złota Żaba w Konkursie Krótkometrażowych Filmów Dokumentalnych: Adric Watson za zdjęcia do filmu Łyk benzyny, reż. Jess Kohl

### KonkursWideoklipów
- 2008
  - nagroda główna: Kasper Tuxen Andersen za zdjęcia do teledysku „Kingdom” Dave’a Gahana
  - nagroda publiczności: Aaron Stewart-Ahn i Shawn Kim za zdjęcia do teledysku „I Will Possess Your Heart” grupy Death Cab for Cutie
- 2009
  - Najlepszy Wideoklip: do utworu „Blonde Fire” belgijskiej grupy The Hickey Underworld, zdj. Nicolas Karakatsanis, reż. Joe Vanhoutteghem
  - Najlepsze Zdjęcia do Wideoklipu: Aaron Stewart-Ahn i Shawn Kim za zdjęcia do teledysku „Wrong” grupy Depeche Mode, reż. Patrick Daughters
- 2010
  - Najlepszy Wideoklip: do utworu „Zabawa w chowanego” Kory, zdj. Marek Sanak, reż. Bartłomiej Ignaciuk
  - Najlepsze Zdjęcia do Wideoklipu: Greig Fraser za zdjęcia do teledysku „The Space in Between” grupy How to Destroy Angels, reż. Rupert Sanders
- 2011
  - Najlepszy Wideoklip: do utworu „Simple Math” amerykańskiej grupy Manchester Orchestra, zdj. Jackson Hunt, reż. DANIELS
  - Najlepsze Zdjęcia do Wideoklipu: Karl Erik Brøndbo za zdjęcia do teledysku „So Hot” norweskiej grupy DU, reż. Karl Erik Brøndbo i Solfrid Kjetså
- 2012
  - Najlepszy Wideoklip: do utworu „I Fink U Freeky” grupy Die Antwoord, zdj. Melle van Essen, reż. Roger Ballen i Ninja
  - Najlepsze Zdjęcia w Wideoklipie: Matthew J. Lloyd za zdjęcia do teledysku „Until the Quiet Comes” Flying Lotusa, reż. Kahlil Joseph
- 2013
  - Najlepszy wideoklip: do utworu „Pursuit” Gesaffelsteina, zdj. Nicolas Loir, reż. Fleur & Manu
  - Najlepsze zdjęcia w wideoklipie: Nicolas Loir za zdjęcia do teledysku „Cold Win” Ghostpoet, reż. Cyrille de Vignemont
- 2014
  - Najlepszy wideoklip: do utworu „Turn Down for What” duetu DJ Snake & Lil Jon, zdj. Larkin Seiple, reż. Daniels
  - Najlepsze zdjęcia w wideoklipie: do utworu „Iron Sky” Paola Nutiniego, zdj. Robbie Ryan, reż. Daniel Wolfe
- 2015
  - Najlepszy wideoklip: do utworu „Alright" Kendricka Lamara, zdj. Rob Witt, reż. Colin Tilley
  - Najlepsze zdjęcia w wideoklipie: do utworu „Alright" Kendricka Lamara, zdj. Rob Witt, reż. Colin Tilley
- 2016
  - Najlepszy wideoklip: do utworu „Voodoo in My Blood” Massive Attack feat. Young Fathers, zdj. Franz Lustig, reż. Ringan Ledwidge
  - Najlepsze zdjęcia w wideoklipie: do utworu „High School Never Ends” Mykki Blanco feat. Woodkid, zdj. Martin Ruhe, reż. Matt Lambert
- 2017
  - Najlepszy wideoklip: do utworu „Kolschnik” Leningrad, zdj. Genrih Meder, reż. Ilya Naishuller
  - Najlepsze zdjęcia w wideoklipie:do utworu „3WW" alt-J, zdj. Dustin Lane, reż. Alex Takacs
- 2018:
  - Najlepszy wideoklip: do utworu „Birthplace" Novo Amor, zdj. Nihal Friedel and Sil Van Der Woerd, reż. Jorik Dozy
  - Najlepsze zdjęcia w wideoklipie: do utworu „This is America" Childish Gambino, zdj. Larkin Seiple, reż. Hiro Murai
- 2019:
  - Najlepszy wideoklip: do utworu „Natural Born Killer (Ride for Me)" James Massiah, zdj. Mauro Chiarello, reż. Ian Pons Jewell
  - Najlepsze zdjęcia w wideoklipie: do utworu „Singularity" Jon Hopkins, zdj. Khalid Mohtaseb, reż. Seb Edwards
- 2020:
  - Najlepszy wideoklip: do utworu „Feeling Exactly" Bass Astral x Igo, zdj. Mikołaj Syguda, reż. Krzysztof Grajper
  - Najlepsze zdjęcia w wideoklipie: do utworu „You're born" Aigel, zdj. Andrey Nikolaev, reż. Andžejs Gavrišs
- 2021:
  - Złota Żaba za najlepszy wideoklip: „Zdechłam" Kuba Kawalec & Ana Andrzejewska, zdj. Kacper Fertacz, reż. Zuzanna Plisz
- 2022:
  - Złota Żaba za najlepszy wideoklip: „Light That Shines Through" Emmit Fenn, zdj. David Okolo, reż. Conner Bell

### KonkursFilmów 3D
- 2013
  - Najlepszy Film Dokumentalny 3D: Pina, zdj. Hélene Louvart, reż. Wim Wenders
  - Najlepszy Film Fabularny 3D: Grawitacja, zdj. Emmanuel Lubezki, reż. Alfonso Cuarón
- 2014
  - Najlepszy Film Dokumentalny 3D: Everest – Poza krańcem świata, zdj. Richard Bluck, reż. Leanne Pooley
  - Najlepszy Film Fabularny 3D: Świat według T.S. Spiveta, zdj. Thomas Hardmeier, reż. Jean-Pierre Jeunet
- 2015
  - Najlepszy Film 3D: Love, zdj. Benoît Debie, reż. Gaspar Noé

### First Look – KonkursPilotów Seriali/ Konkurs Seriali Telewizyjnych
First Look – Konkurs Pilotów Seriali:
- 2015: Najlepszy pilot: Dom grozy: „Night Work”, zdj. Xavi Giménez, reż. Juan Antonio Bayona
- 2016: Najlepszy pilot: Długa noc: „Plaża”, zdj. Robert Elswit, reż. Steven Zaillian
- 2017: Najlepszy pilot: Black Spot: „Stranger Comes To Town", zdj. Christophe Nuyens, reż. Julien Despaux
- 2018: Najlepszy pilot: Patrick Melrose: „Bad News", zdj. James Friend, reż. Edward Berger
- 2019: Najlepszy pilot: Euphoria: „Pilot", zdj. Marcell Rév, reż. Augustine Frizzell
- 2020: Najlepszy pilot: Hunters: „In the Belly of the Whale", zdj. Frederick Elmes, reż. Alfonso Gomez-Rejon

Konkurs Seriali Telewizyjnych:
- 2021: Złota Żaba dla najlepszego odcinka serialu: Welcome to Utmark: „Eye for an Eye", zdj. Andreas Johannessen, reż. Dagur Kári
- 2022: Złota Żaba dla najlepszego odcinka serialu: Ogrodnicy, zdj. Erik Wilson, reż. Will Sharpe

### Konkurs Filmów Polskich / PrzeglądKina Polskiego
Przegląd Kina Polskiego:
- 2005 Honorowe wyróżnienie dla filmu polskiego przyznane przez panel profesjonalistów: Jestem, zdj. Artur Reinhart, reż. Dorota Kędzierzawska

Konkurs Filmów Polskich:
- 2006 Nagroda dla najlepszego filmu polskiego: Plac Zbawiciela, zdj. Wojciech Staroń, reż. Krzysztof Krauze, Joanna Kos-Krauze
- 2007 Nagroda dla najlepszego filmu polskiego: Sztuczki, zdj. Adam Bajerski, reż. Andrzej Jakimowski
- 2008 Nagroda dla najlepszego filmu polskiego: Boisko bezdomnych, zdj. Jacek Petrycki, reż. Kasia Adamik
- 2009 Nagroda dla najlepszego filmu polskiego: Wojna polsko-ruska, zdj. Marian Prokop, reż. Xawery Żuławski
- 2010 Nagroda dla najlepszego filmu polskiego: Różyczka, zdj. Piotr Wojtowicz, reż. Jan Kidawa-Błoński
- 2011 Nagroda dla najlepszego filmu polskiego: Sala samobójców, zdj. Radosław Ładczuk, reż. Jan Komasa
- 2012 Nagroda dla najlepszego filmu polskiego: Zabić bobra, zdj. Michał Pakulski, reż. Jan Jakub Kolski
- 2013 Nagroda dla najlepszego filmu polskiego: Dziewczyna z szafy, zdj. Arkadiusz Tomiak, reż. Bodo Kox
- 2014 Nagroda dla najlepszego filmu polskiego: Hardkor Disko, zdj. Kacper Fertacz, reż. Krzysztof Skonieczny
- 2015 Nagroda dla najlepszego filmu polskiego: Letnie przesilenie, zdj. Jerzy Zieliński, reż. Michał Rogalski
- 2016 Nagroda dla najlepszego filmu polskiego: Ostatnia rodzina, zdj. Kacper Fertacz, reż. Jan P. Matuszyński
- 2017 Nagroda dla najlepszego filmu polskiego: Sztuka Kochania. Historia Michaliny Wisłockiej, zdj. Michał Sobociński, reż. Maria Sadowska
- 2018 Nagroda dla najlepszego filmu polskiego: Nina, zdj. Tomasz Naumiuk, reż. Olga Chajdas
- 2019 Nagroda dla najlepszego filmu polskiego: Pan T., zdj. Adam Bajerski, reż. Marcin Krzyształowicz
- 2020 Nagroda dla najlepszego filmu polskiego: Zieja, zdj. Witold Płóciennik, reż. Robert Gliński
- 2021 Złota Żaba dla najlepszego filmu polskiego: Hiacynt, zdj. Piotr Sobociński Jr., reż. Piotr Domalewski
- 2022 Złota Żaba dla najlepszego filmu polskiego: Kobieta na dachu, zdj. Ita Zbroniec-Zajt, reż. Anna Jadowska

## Laureaci nagród specjalnych

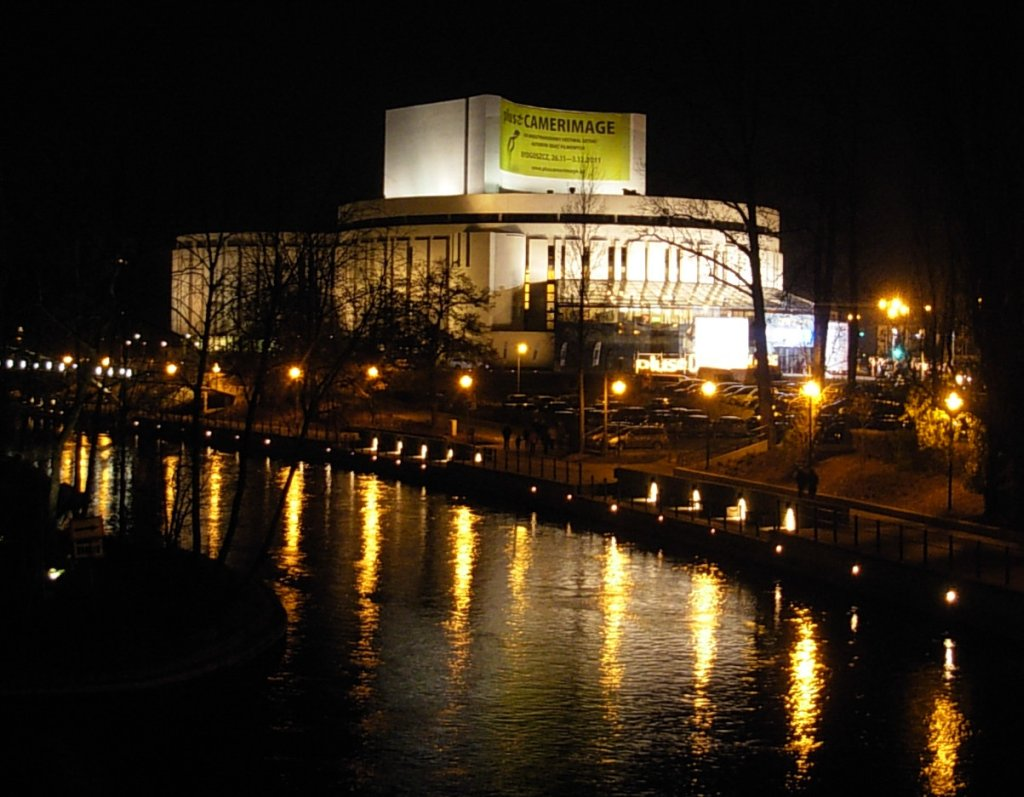
Centrum festiwalowe Camerimage 2011 w Bydgoszczy

### Nagrody dla zespołów filmowych
- 2001 Specjalna Nagroda Camerimage dla Zespołu za Wyjątkowe Osiągnięcia na Polu Sztuki Filmowej: Joel Coen, Ethan Coen, Roger Deakins

### Nagrody dla operatorów i reżyserów

#### Nagrody dla duetu: operator – reżyser
- 1997 Nagroda dla Duetu: Reżyser – Operator: Bernardo Bertolucci i Vittorio Storaro
- 1998
  - Nagroda dla Duetu Wszech Czasów: Reżyser – Operator: Ingmar Bergman i Sven Nykvist
  - Nagroda dla Niezależnego Duetu: Reżyser – Operator: Jim Jarmusch i Robby Müller
- 1999 Nagroda dla Duetu: Reżyser – Operator: Mike Leigh i Dick Pope
- 2000
  - Honorowa Nagroda dla Duetu: Reżyser – Operator: Andrzej Wajda i Witold Sobociński
  - Nagroda dla Duetu: Reżyser – Operator: David Lynch i Fred Elmes
- 2002
  - Nagroda Specjalna dla Duetu: Autor Zdjęć – Reżyser: Ken Loach i Barry Ackroyd
  - Nagroda Specjalna dla Polskiego Duetu: Autor Zdjęć – Reżyser: Andrzej Żuławski i Andrzej J. Jaroszewicz
  - Nagroda za Najlepszą Filmową Adaptację Opery: Vilmos Zsigmond i Csaba Káel za Bánk bán (nagroda ufundowana przez Marcina Krzyżanowskiego, dyrektora Teatru Wielkiego w Łodzi)
- 2003 Nagroda Specjalna dla Duetu: Operator – Reżyser: Russell Boyd i Peter Weir
- 2004 Nagroda Specjalna dla Duetu: Operator – Reżyser: Timo Salminen i Aki Kaurismäki
- 2005 Nagroda Specjalna dla Polskiego Duetu: Operator – Reżyser: Wiesław Zdort i Kazimierz Kutz
- 2006 Nagroda Specjalna dla Duetu: Operator – Reżyser: Frank Griebe i Tom Tykwer
- 2007
  - Nagroda Specjalna dla Duetu: Autor Zdjęć – Reżyser: Jaromír Šofr i Jiří Menzel
  - Nagroda Specjalna dla Duetu: Autor Zdjęć – Reżyser: Michael Seresin i Alan Parker
- 2009 Nagroda Specjalna dla Duetu: Autor Zdjęć – Reżyser: Vittorio Storaro i Carlos Saura
- 2010 Nagroda dla Duetu: Autor Zdjęć – Reżyser: Matthew Libatique i Darren Aronofsky
- 2011 Nagroda dla Duetu: Autor Zdjęć – Reżyser: Edward Lachman i Todd Haynes
- 2012 Nagroda dla Duetu: Autor Zdjęć – Reżyser: Harris Savides (pośmiertnie) i Gus Van Sant
- 2013 Nagroda dla Duetu: Autor Zdjęć – Reżyser: Roberto Schaefer i Marc Forster
- 2015 Nagroda Camerimage dla Wybitnego Duetu Twórców Filmowych: Vittorio Storaro i Majid Majidi za film Muhammad: The Messenger of God
- 2016 Nagroda dla Duetu Autor Zdjęć – Reżyser: Paul Sarossy i Atom Egoyan
- 2018 Nagroda dla Duetu Autor Zdjęć – Reżyser: Jean-Marie Dreujou i Jean-Jacques Annaud
- 2019 Nagroda dla Duetu Autor Zdjęć – Reżyser: Robert Richardson i Quentin Tarantino

#### Nagrody za całokształt twórczości operatorskiej
- 1993 Złota Żaba za Całokształt Twórczości: Sven Nykvist
- 1994 Złota Żaba za Całokształt Twórczości: Vittorio Storaro i Witold Sobociński
- 1995 Złota Żaba za Całokształt Twórczości: Conrad L. Hall
- 1996 Złota Żaba za Całokształt Twórczości: Haskell Wexler
- 1997 Złota Żaba za Całokształt Twórczości: Vilmos Zsigmond
- 1998 Złota Żaba za Całokształt Twórczości: László Kovács
- 1999 Złota Żaba za Całokształt Twórczości: Giuseppe Rotunno
- 2000 Złota Żaba za Całokształt Twórczości: Billy Williams
- 2001 Złota Żaba za Całokształt Twórczości: Owen Roizman
- 2002 Nagroda za Całokształt Twórczości: Freddie Francis
- 2003 Nagroda za Całokształt Twórczości: William A. Fraker
- 2004 Nagroda za Całokształt Twórczości: David Watkin
- 2005 Nagroda za Całokształt Twórczości: Tonino Delli Colli
- 2006 Nagroda za Całokształt Twórczości: Robby Müller
- 2007 Nagroda za Całokształt Twórczości: Stephen Goldblatt
- 2008 Nagroda za Całokształt Twórczości: Pierre Lhomme
- 2009 Nagroda za Całokształt Twórczości: Dante Spinotti
- 2010 Nagroda za Całokształt Twórczości: Michael Ballhaus
- 2011 Nagroda za Całokształt Twórczości: John Seale
- 2012 Nagroda za Całokształt Twórczości: Wadim Iwanowicz Jusow
- 2013 Nagroda za Całokształt Twórczości: Sławomir Idziak
- 2014 Nagroda za Całokształt Twórczości: Caleb Deschanel
- 2015 Nagroda za Całokształt Twórczości: Chris Menges
- 2016 Nagroda za Całokształt Twórczości: Michael Chapman
- 2017 Nagroda za Całokształt Twórczości: John Toll
- 2018 Nagroda za Całokształt Twórczości: Witold Sobociński
- 2019 Nagroda za Całokształt Twórczości: John Bailey
- 2020 Nagroda za Całokształt Twórczości: Philippe Rousselot
- 2021 Nagroda za Całokształt Twórczości: Jost Vacano
- 2022 Nagroda za Całokształt Twórczości: Stephen H. Burum

#### Nagrody za całokształt twórczości dla reżyserów
- 1999 Nagroda za Całokształt Twórczości dla Reżysera o Wyjątkowej Wrażliwości Wizualnej: Norman Jewison
- 2003 Nagroda za Całokształt Twórczości dla Reżysera za Wyjątkową Wrażliwość Wizualną: James Ivory
- 2004 Nagroda za Całokształt Twórczości dla Reżysera o Szczególnej Wrażliwości Wizualnej: Manoel de Oliveira
- 2005 Nagroda za Całokształt Twórczości dla Reżysera o Unikalnej Wrażliwości Wizualnej: Jiří Menzel
- 2006 Nagroda za Całokształt Twórczości dla Reżysera ze Szczególną Wrażliwością Wizualną: Ken Russell
- 2007 Nagroda za Całokształt Twórczości dla Reżysera ze Szczególną Wrażliwością Wizualną: Roman Polański
- 2008
  - Nagroda za Całokształt Twórczości dla Reżysera ze Szczególną Wrażliwością Wizualną: Alan Parker
  - Nagroda za Całokształt Twórczości dla Polskiego Reżysera ze Szczególną Wrażliwością Wizualną: Andrzej Żuławski
- 2009 Nagroda za Całokształt Twórczości dla Reżysera: Volker Schlöndorff
- 2010 Nagroda za Całokształt Twórczości dla Polskiego Reżysera: Jerzy Skolimowski
- 2011 Nagroda za Całokształt Twórczości dla Polskiego Reżysera: Andrzej Wajda
- 2012 Nagroda za Całokształt Twórczości dla Reżysera: David Lynch
- 2013 Nagroda za Całokształt Twórczości dla Reżysera: Jim Sheridan
- 2014 Nagroda za Całokształt Twórczości dla Reżysera: Philip Kaufman
- 2016 Nagroda za Całokształt Twórczości dla Reżysera: Michael Apted
- 2017 Nagroda za Całokształt Twórczości dla Reżysera: Phillip Noyce
- 2019 Nagroda za Całokształt Twórczości dla Reżysera: Peter Greenaway

#### Nagrody specjalne dla twórców filmów dokumentalnych
- 2008 Nagroda Specjalna za Wybitne Osiągnięcia w Filmie Dokumentalnym: Kazimierz Karabasz
- 2009 Nagroda Specjalna za Wybitne Osiągnięcia w Filmie Dokumentalnym: Terry Sanders
- 2011 Nagroda za Wybitne Osiągnięcia w Filmie Dokumentalnym: Albert Maysles
- 2012 Nagroda za Wybitne Osiągnięcia w Filmie Dokumentalnym: Steven Okazaki
- 2013 Nagroda za Wybitne Osiągnięcia w Filmie Dokumentalnym: Joan Churchill
- 2014 Nagroda za Wybitne Osiągnięcia w Filmie Dokumentalnym: Kim Longinotto
- 2015 Nagroda za Wybitne Osiągnięcia w Filmie Dokumentalnym: Marcel Łoziński
- 2016 Nagroda za Wybitne Osiągnięcia w Filmie Dokumentalnym: Jay Rosenblatt
- 2017 Nagroda za Wybitne Osiągnięcia w Filmie Dokumentalnym: Frederick Wiseman
- 2019 Nagroda za Wybitne Osiągnięcia w Filmie Dokumentalnym: Helena Třeštíková
- 2022 Nagroda za Wybitne Osiągnięcia w Filmie Dokumentalnym: Alex Gibney

#### Nagrody specjalne dla twórców wideoklipów
- 2006 Nagroda Specjalna Camerimage za Niezwykłe Osiągnięcia Operatorskie w Dziedzinie Klipów Muzycznych i Reklam: Daniel Pearl
- 2007 Nagroda Specjalna dla Reżysera za Niezwykłe Osiągnięcia w Dziedzinie Teledysków: Anton Corbijn
- 2011 Nagroda za Niezwykłe Osiągnięcia w Dziedzinie Wideoklipów: Andy Morahan
- 2012 Nagroda dla Pioniera w Dziedzinie Wideoklipów: Michael Lindsay-Hogg
- 2013 Nagroda za Wybitne Osiągnięcia w Dziedzinie Wideoklipów: Samuel Bayer
- 2014 Nagroda za Niezwykłe Osiągnięcia w Dziedzinie Wideoklipów: Jonas Åkerlund
- 2015 Nagroda Camerimage za Wybitne Osiągnięcia w Dziedzinie Wideoklipów: Martin Coppen
- 2017 Nagroda Camerimage za Wybitne Osiągnięcia w Dziedzinie Wideoklipów: Wayne Isham
- 2018 Nagroda Camerimage za Wybitne Osiągnięcia w Dziedzinie Wideoklipów: Julien Temple
- 2021 Nagroda za Osiągnięcia w Dziedzinie Wideoklipów: Colin Tilley
- 2022 Nagroda za Wybitne Osiągnięcia w Dziedzinie Wideoklipów: Vance Burberry
- 2022 Nagroda dla Reżysera za Wybitne Osiągnięcia w Dziedzinie Wideoklipów: Joseph Kahn

#### Inne nagrody specjalne dla operatorów
- 1996 Nagroda za Wyjątkowy Wkład w Rozwój Sztuki Operatorskiej: Andrzej Sekuła
- 1997 Nagroda za Wyjątkowy Wkład w Rozwój Sztuki Operatorskiej: Jerzy Mierzejewski
- 1998 Nagroda Specjalna Przewodniczącego Komitetu Kinematografii: Vittorio Storaro za zdjęcia do filmu Tango (Tango, no me dejes nunca, reż. Carlos Saura)
- 2000
  - Nagroda Specjalna Przewodniczącego Komitetu Kinematografii: Eric Kress za zdjęcia do filmu Obok nas (Her i nærheden, reż. Kaspar Rostrup)
  - Złota Kamera dla Największej Osobowości Artystycznej wśród Operatorów: Vittorio Storaro
- 2001 Honorowa Złota Żaba: Piotr Sobociński (pośmiertnie)
- 2004 Nagroda Specjalna za Wybitne Osiągnięcia w Sztuce Operatorskiej: Sławomir Idziak
- 2006
  - Nagroda za Pionierskie Osiągnięcia w Dziedzinie Sztuki Filmowej: David Samuelson
  - Nagroda dla Polskiego Operatora za Znaczący Wkład w Światową Kinematografię: Andrzej Bartkowiak
- 2007
  - Specjalna Nagroda Plus Camerimage za Wkład w Rozwój Sztuki Zdjęć Filmowych: Miroslav Ondříček
  - Nagroda dla Polskiego Operatora za Szczególny Wkład w Sztukę Filmową: Adam Holender
- 2008 Specjalna Nagroda Plus Camerimage za Wkład w Rozwój Sztuki Zdjęć Filmowych: Edward Kłosiński
- 2009 Nagroda dla Polskiego Autora Zdjęć Filmowych za Szczególny Wkład w Sztukę Filmową: Dariusz Wolski

#### Inne nagrody specjalne dla reżyserów
- 1994 (nagrodę wręczono w 1999) Nagroda dla Reżysera o Wyjątkowej Wrażliwości Wizualnej: Peter Weir[45]
- 1996 Nagroda dla Reżysera o Wyjątkowej Wrażliwości Wizualnej: John Schlesinger
- 1997 Nagroda dla Reżysera o Wyjątkowej Wrażliwości Wizualnej: Bernardo Bertolucci
- 1998 Nagroda dla Reżysera o Wyjątkowej Wrażliwości Wizualnej: Carlos Saura
- 1999 Nagroda dla Reżysera o Wyjątkowej Wrażliwości Wizualnej: Roland Joffé
- 2000
  - Nagroda dla Reżysera o Wyjątkowej Wrażliwości Wizualnej: David Lynch
  - Nagroda dla Reżysera o Wyjątkowej Wrażliwości Wizualnej: Wojciech Jerzy Has (pośmiertnie)
- 2002 Nagroda Specjalna dla Reżysera za Szczególną Wrażliwość Wizualną: Neil Jordan
- 2004 Nagroda dla Reżysera za Unikalną Wrażliwość Wizualną: Oliver Stone
- 2005 Nagroda dla Reżysera o Szczególnej Wrażliwości Wizualnej: Andriej Konczałowski
- 2006 Nagroda dla Reżysera za Szczególną Wrażliwość Wizualną: István Szabó
- 2009 Nagroda Specjalna dla Reżysera ze Szczególną Wrażliwością Wizualną: Terry Gilliam
- 2010 Specjalna Nagroda dla Reżysera: Joel Schumacher
- 2014 Nagroda za Wybitne Osiągnięcia w Reżyserii: Stephen Daldry
- 2021 Nagroda za Wybitne Osiągnięcia w Reżyserii: Denis Villeneuve
- 2022 Nagroda za Wybitne Osiągnięcia w Reżyserii: Baz Luhrmann

### Nagrody dla aktorów
- 1998 Nagroda Specjalna Camerimage od Operatorów dla Aktora za Walory Wizualne Pracy: Gary Oldman
- 2001 Nagroda Specjalna Camerimage od Operatorów dla Aktora za Walory Wizualne Pracy: John Malkovich
- 2002
  - Nagroda Specjalna Operatorów dla Aktora za Szczególny Wkład w Sztukę Filmową: Willem Dafoe
  - Nagroda Specjalna Operatorów dla Polskiego Aktora: Leon Niemczyk
  - Nagroda im. Krzysztofa Kieślowskiego: Irène Jacob
- 2003 Nagroda Specjalna Operatorów dla Polskiego Aktora: Jan Machulski
- 2004
  - Nagroda Specjalna za Całokształt Twórczości Aktorskiej: Danuta Szaflarska
  - Nagroda im. Krzysztofa Kieślowskiego: Charlize Theron
- 2005
  - Nagroda Operatorów dla Aktora o Szczególnej Wrażliwości Wizualnej: Val Kilmer
  - Nagroda Operatorów dla Aktora za Całokształt Twórczości: Gustaw Holoubek
  - Nagroda im. Krzysztofa Kieślowskiego: Ralph Fiennes
- 2006 Nagroda im. Krzysztofa Kieślowskiego: Julia Ormond
- 2008
  - Specjalna Nagroda dla Aktora ze Szczególną Wrażliwością Wizualną: Viggo Mortensen
  - Nagroda im. Krzysztofa Kieślowskiego: Isabelle Huppert
- 2010 Nagroda im. Krzysztofa Kieślowskiego: Liam Neeson
- 2011 Specjalna Nagroda dla Aktora ze Szczególną Wrażliwością Wizualną: Klaus Maria Brandauer
- 2012 Nagroda dla Aktora za Szczególny Wkład w Sztukę Filmową: Daniel Olbrychski
- 2013 Specjalna Nagroda dla Aktora-Reżysera: John Turturro
- 2014 Nagroda im. Krzysztofa Kieślowskiego: Alan Rickman
- 2016 Nagroda im. Krzysztofa Kieślowskiego: Jessica Lange
- 2019 Nagroda Specjalna dla Polskiej Aktorki: Ewa Dałkowska
- 2019 Nagroda Specjalna dla Aktora: Richard Gere
- 2019 Nagroda im. Krzysztofa Kieślowskiego: Edward Norton
- 2019 Nagroda Specjalna dla Aktora za Całokształt Twórczości: Danny DeVito
- 2020 Nagroda Specjalna dla Aktora ze Szczególną Wrażliwością Wizualną: Johnny Depp
- 2021 Nagroda dla Aktorki Młodego Pokolenia: Haley Bennett

### Nagrody dla choreografów
- 1995 Nagrody Specjalne dla Latającego Holendra (De vliegende Hollander, reż. Jos Stelling): Luk Van Cleemput

### Nagrody dla kostiumografów
- 1995 Nagrody Specjalne dla Latającego Holendra (De vliegende Hollander, reż. Jos Stelling): Anne Verhoeven
- 2015 Nagroda Specjalna Camerimage dla Kostiumografki ze Szczególną Wrażliwością Wizualną: Sandy Powell

### Nagrody dla montażystów
- 2008 Specjalna Nagroda dla Montażysty ze Szczególną Wrażliwością Wizualną: Pietro Scalia
- 2009 Specjalna Nagroda dla Montażysty ze Szczególną Wrażliwością Wizualną: Thelma Schoonmaker
- 2010 Nagroda dla Montażysty z Niezwykłą Wrażliwością Wizualną: Chris Lebenzon
- 2012 Nagroda dla Montażysty z Niezwykłą Wrażliwością Wizualną: Alan Heim
- 2013 Nagroda dla Montażysty ze Szczególną Wrażliwością Wizualną: Joel Cox
- 2014 Nagroda dla Montażysty ze Szczególną Wrażliwością Wizualną: Martin Walsh
- 2015 Specjalna Nagroda dla Montażysty ze Szczególną Wrażliwością Wizualną: Walter Murch
- 2017 Specjalna Nagroda dla Montażysty ze Szczególną Wrażliwością Wizualną: Paul Hirsch
- 2018 Specjalna Nagroda dla Montażysty ze Szczególną Wrażliwością Wizualną: Carol Littleton

### Nagrody dla producentów
- 2008 Nagroda dla Producenta Filmów Wybitnych pod Względem Wizualnym: Jeremy Thomas
- 2009 Nagroda dla Producenta Filmów Wybitnych pod Względem Wizualnym: Richard D. Zanuck
- 2015 Nagroda Camerimage dla Producenta Telewizyjnego ze Szczególną Wrażliwością Wizualną: Frank Spotnitz
- 2016 Nagroda Camerimage dla Producenta ze Szczególną Wrażliwością Wizualną: Robert Lantos
- 2017 Nagroda Camerimage dla Producenta ze Szczególną Wrażliwością Wizualną: Paula Wagner(inne języki)

### Nagrody dla scenografów
- 1994 Nagroda Specjalna: Ferdinando Scarfiotti (pośmiertnie)
- 1995 Nagrody Specjalne dla Latającego Holendra (De vliegende Hollander, reż. Jos Stelling): Gert Brinkers
- 2006
  - Nagroda za Całokształt Twórczości dla Scenografa Filmowego ze Szczególną Wrażliwością Wizualną: Dante Ferretti
  - Nagroda za Szczególną Wrażliwość Wizualną dla Scenografa Filmowego: John Myhre
- 2007 Specjalna Nagroda dla Scenografa za Szczególną Wrażliwość Wizualną: Lilly Kilvert
- 2008 Specjalna Nagroda dla Scenografa za Szczególną Wrażliwość Wizualną: Arthur Max
- 2009 Specjalna Nagroda dla Scenografa za Szczególną Wrażliwość Wizualną Allan Starski
- 2010 Specjalna Nagroda dla Scenografa ze Szczególną Wrażliwością Wizualną: Stuart Craig
- 2011 Nagroda Specjalna dla Scenografa ze Szczególną Wrażliwością Wizualną: Jack Fisk
- 2013 Specjalna Nagroda dla Scenografa ze Szczególną Wrażliwością Wizualną: Rick Carter
- 2014 Nagroda dla Scenografki ze Szczególną Wrażliwością Wizualną: Jeannine Oppewall
- 2015 Nagroda Camerimage dla Scenografki ze Szczególną Wrażliwością Wizualną: Eve Stewart
- 2016 Nagroda Camerimage dla Scenografa ze Szczególną Wrażliwością Wizualną: Dennis Gassner
- 2017 Nagroda Camerimage dla Scenografa ze Szczególną Wrażliwością Wizualną: Adam Stockhausen
- 2019 Nagroda Camerimage dla Scenografa ze Szczególną Wrażliwością Wizualną: Jan Roelfs
- 2022 Nagroda CAMERIMAGE dla Scenografki: Sarah Greenwood